# هایله سلاسی
هایله سِلاسی یکم، (با نام اصلی تافاری مَکونن یا لیج تافاری؛ ۲۳ ژوئیه ۱۸۹۲ – ۲۷ اوت ۱۹۷۵) امپراتور اتیوپی از ۱۹۳۰ تا ۱۹۷۴ بود. او به عنوان نایب‌السلطنهٔ اتیوپی در دوران حکومت امپراتریس زیودیتو از ۱۹۱۶ تا ۱۹۳۰ به قدرت رسید. او که به عنوان یکی از چهره‌های برجسته در تاریخ مدرن اتیوپی شناخته می‌شود، در آیین راستافاری که در دههٔ ۱۹۳۰ پدید آمد، جایگاه الهی دارد. چند سال پیش از آغاز سلطنت خود بر امپراتوری اتیوپی، هایله سلاسی فرماندهٔ ارتش اتیوپی، راس گوسا وله بیتول، برادرزادهٔ امپراتریس تای‌تو بیتول، را در نبرد آنچم شکست داد. او از دودمان سلیمانیان بود که توسط امپراتور یکونو آملک در سال ۱۲۷۰ بنیان‌گذاری شد.
سلاسی که به دنبال نوسازی اتیوپی بود، اصلاحات سیاسی و اجتماعی از جمله قانون اساسی ۱۹۳۱ و لغو برده‌داری در سال ۱۹۴۲ را معرفی کرد. او در دوران جنگ دوم ایتالیا و اتیوپی امپراتوری را رهبری کرد، اما پس از شکست به بریتانیا تبعید شد. با آغاز اشغال ایتالیایی شرق آفریقا، او به سودان مصر و بریتانیا سفر کرد تا مبارزه اتیوپی علیه ایتالیای فاشیستی (۱۹۲۲ تا ۱۹۴۳) را هماهنگ کند. او پس از کارزار شرق آفریقا در جنگ جهانی دوم به کشور بازگشت. وی فدراسیون اتیوپی و اریتره که در سال ۱۹۵۰ توسط مجمع عمومی سازمان ملل متحد ایجاد شده بود را منحل و اریتره را به عنوان یکی از استان‌های اتیوپی ضمیمه کرد، در حالی که همزمان برای جلوگیری از جدایی اریتره نیز مبارزه می‌کرد.
به عنوان یک بین‌الملل‌گرا، سلاسی رهبری پیوستن اتیوپی به سازمان ملل متحد را بر عهده داشت. در سال ۱۹۶۳، او ریاست تشکیل سازمان وحدت آفریقا را که پیشرو اتحادیهٔ آفریقا بود، بر عهده داشت و به عنوان اولین رئیس آن خدمت کرد. در اوایل دههٔ ۱۹۶۰، سوسیالیست‌های برجستهٔ آفریقایی مانند قوام نکرومه ایدهٔ ایجاد «ایالات متحدهٔ آفریقا» را مطرح کردند. گفتمان آن‌ها ضد غربی بود و سلاسی این را تهدیدی برای اتحادهای خود می‌دانست. او تلاش کرد تا رویکردی میانه‌روتر را در این گروه ترویج دهد.
در میان قیام‌های مردمی، سلاسی در کودتای ۱۹۷۴ توسط درگ (دولت نظامی موقت سوسیالیستی اتیوپی) سرنگون شد. درگ با حمایت اتحاد جماهیر شوروی، یک دولت کمونیستی در اتیوپی برقرار کرد. در سال ۱۹۹۴، سه سال پس از سقوط رژیم درگ، برای عموم فاش شد که درگ، سلاسی را در کاخ جوبیلی در آدیس آبابا در ۲۷ اوت ۱۹۷۵ به قتل رسانده است. در ۵ نوامبر ۲۰۰۰، بقایای کشف‌شدهٔ او در کلیسای جامع تثلیث مقدس در آدیس آبابا به خاک سپرده شد.
پیروان راستافاری، سلاسی را به عنوان عیسای بازگشته می‌شناسند، هرچند که خود او پیرو کلیسای ارتدکس توحیدی اتیوپی بود. او به دلیل سرکوب شورش‌های اشراف زمین‌دار که همواره با اصلاحاتش مخالفت می‌کردند، مورد انتقاد قرار گرفته است. دیگران نیز از ناکامی اتیوپی در مدرن‌سازی سریع انتقاد کرده‌اند. در دوران حکومت او، مردم حراری تحت آزار قرار گرفتند و بسیاری از خانه‌های خود رانده شدند. حکومت او توسط گروه‌هایی مانند دیده‌بان حقوق بشر به دلیل ماهیت استبدادی و غیرلیبرال آن مورد انتقاد قرار گرفته است.
برخی منابع می‌گویند که در اواخر دوران حکومت سلاسی، زبان اورومو از آموزش، سخنرانی عمومی و استفاده در اداره‌های دولتی ممنوع شد، هرچند که هیچ قانونی برای جرم‌انگاری هیچ زبانی وجود نداشت. حکومت او باعث شد تا بسیاری از مردم امهارا به مناطق جنوبی اتیوپی منتقل شوند.
پس از مرگ فعال حقوق مدنی اتیوپیایی هاچالی هوندسا در سال ۲۰۲۰، مجسمهٔ نیم‌تنه سلاسی در بریتانیا توسط معترضان اورومو تخریب شد و یک یادمان سواره از پدر او در هرر برچیده شد.

## نام
هایله سلاسی در دوران کودکی با نام لیج تَفَری مَکونِن (گعز: ልጅ ተፈሪ መኮንን، ت. «Ləj Täfäri Mäkonnən») شناخته می‌شد. لیج به معنای «کودک» است و نشان‌دهندهٔ خون نجیب‌زادهٔ فرد بکار می‌رود. نام تافاری به معنی «کسی که مورد احترام یا ترس است» می‌باشد. مانند بیشتر اتیوپیایی‌ها، نام شخصی‌اش «تافاری» با نام پدرش مَکونن و نام پدربزرگش ولد میکائل همراه است. نام هایله سلاسی در مراسم تعمید کودکی‌اش به او داده شد و دوباره به عنوان بخشی از نام سلطنتی‌اش در سال ۱۹۳۰ اتخاذ شد.
در ۱ نوامبر ۱۹۰۵، در سن ۱۳ سالگی، تافاری به دستور پدرش به عنوان دِجازمچ در منطقهٔ گارا مولاتا (در حدود بیست مایل جنوب غربی هرر) منصوب شد. ترجمهٔ تحت‌اللفظی دِجازمچ «نگهبان در» است؛ این عنوان تقریباً معادل لقب کنت است. در ۲۷ سپتامبر ۱۹۱۶، به عنوان ولیعهد و وارث تخت سلطنت اعلام شد، و به عنوان نایب‌السلطنه منصوب گردید. در ۱۱ فوریهٔ ۱۹۱۷، او به عنوان لئول-رأس تاج‌گذاری کرد و به عنوان رأس تافاری مکونن شناخته شد. رأس به معنی «سر» است و عنوانی تقریباً معادل دوک، اگرچه معمولاً در ترجمه به عنوان «شاهزاده» آورده می‌شود. در ابتدا عنوان لئول که به معنی «عالی‌جناب» است، فقط به عنوان یک فرم خطاب استفاده می‌شد؛ اما در ۱۹۱۶ عنوان لئول-رأس جایگزین مقام ارشد رأس بیت‌وودِد شد و بنابراین معادل دوک سلطنتی گردید. در ۱۹۲۸، زیودیتو برنامه داشت تا تاج‌وتخت شِوا را به او اعطا کند؛ با این حال در لحظهٔ آخر مخالفت برخی از حاکمان استانی باعث تغییر تصمیم شد و عنوان نِگوس یا «پادشاه» بدون تعریف جغرافیایی معین به او اعطا گردید.
در ۲ نوامبر ۱۹۳۰، پس از مرگ ملکه زیودیتو، تافاری به عنوان نگوسا ناگاست تاج‌گذاری کرد، که به معنای «شاهِ شاهان» است. پس از تاج‌گذاری، او نام سلطنتی «هایله سلاسی» را برگزید. هایله در زبان گعز به معنی «قدرت» و سلاسی به معنی «تثلیث» است؛ بنابراین هایله سلاسی به‌طور تقریبی به «قدرت تثلیث» ترجمه می‌شود. عنوان کامل سلاسی در مقام امپراتوری «به شیر یهودا، اعلی‌حضرت امپراتور هایله سلاسی یکم، شاهِ شاهان اتیوپی، سرور سروران، برگزیدهٔ خداوند» بود. این عنوان بازتاب سنت‌های دودمانی اتیوپی است که بر اساس آن تمامی پادشاهان باید نسب خود را به منلیک یکم که در کِبرا ناگاست (یک حماسهٔ ملی قرن چهاردهم میلادی) به عنوان پسر سلیمان و ملکهٔ سبا توصیف شده است، پیوند دهند.
برای اتیوپیایی‌ها، سلاسی با نام‌های مختلفی شناخته شده است، از جمله جان‌هوی («اعلی‌حضرت») تلاق مره‌ای («رهبر بزرگ») و ابا تکل («پدر تکل»، نام اسب او). راستافاری از بسیاری از این نام‌ها استفاده می‌کند و او را به عنوان یاه، یاه یاه، یاه راستافاری و HIM (مخفف «اعلی‌حضرت امپراتوری») می‌نامد.

## سال‌های ابتدایی زندگی

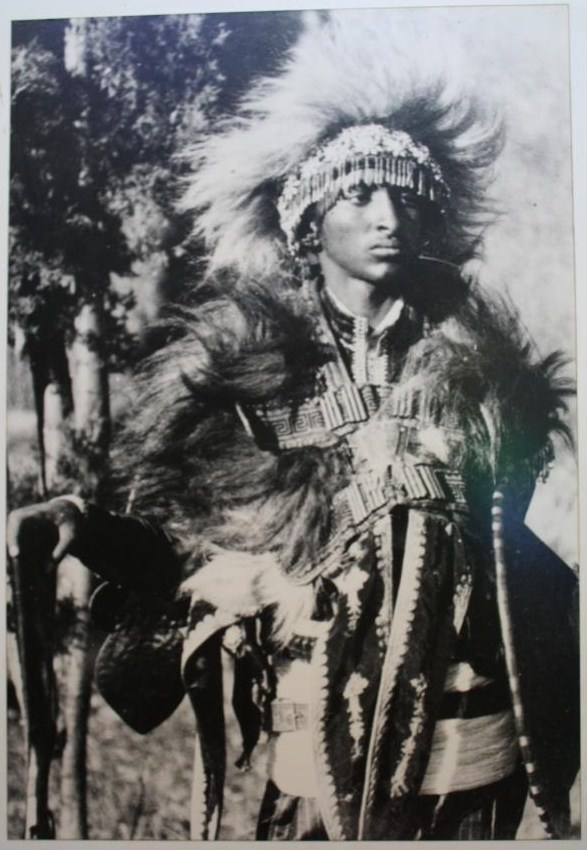
تافاری مکونن در لباس جنگجویان
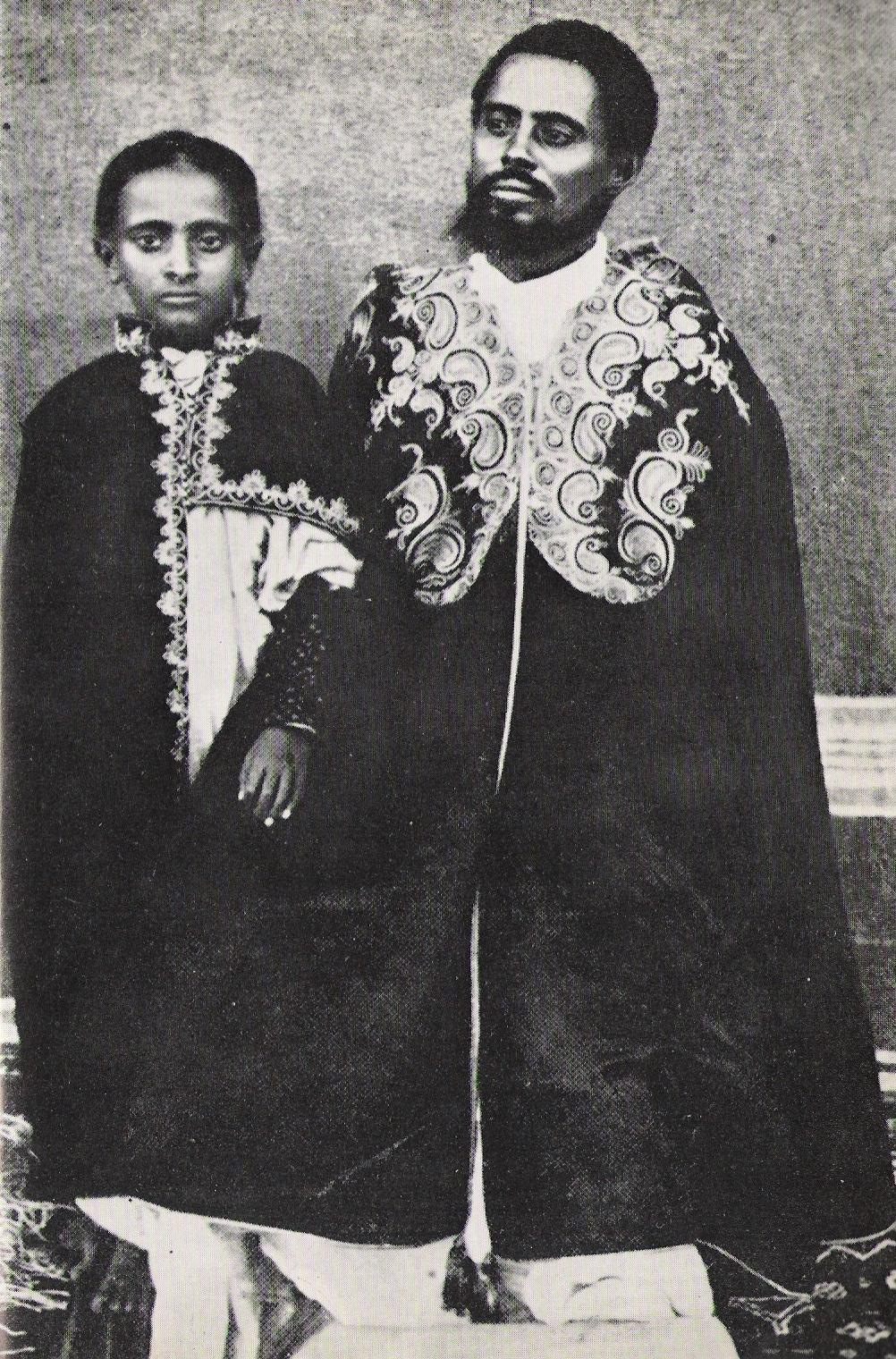
رأس مکونن ولد میکائیل و پسرش لیج تافاری مکونن

خط سلطنتی تافاری (از طریق مادربزرگ پدری‌اش) از پادشاه سولوویک امهارای ساهله سلاسی نشأت می‌گیرد. او در ۲۳ ژوئیهٔ ۱۸۹۲ در روستای اِجرسا گورو در استان هرارگه در اتیوپی به دنیا آمد. مادر تافاری، وُیزرو («بانو») یشیمبت علی ابا جیفار، از نظر پدری از نسل اورومو و از نظر مادری از نسل سیلته بود، در حالی که پدرش، رأس مکونن ولد میکائیل، از نسل مادری امهارا بود اما نسل پدری‌اش مورد مناقشه قرار دارد. پدربزرگ تافاری از طرف پدر به خانواده‌ای نجیب‌زاده تعلق داشت و فرماندار نواحی مِنز و دوبا در سِمین شِوا بود. مادر تافاری دختر یک رئیس حکومتی از وِره ایلو در استان وولو به نام دِجازمچ علی ابا جیفار بود. راس مکونن نوهٔ پادشاه ساهله سلاسی بود که زمانی فرمانروای شوا بود. او به عنوان ژنرال در نخستین جنگ ایتالیا-اتیوپی خدمت کرد و نقش کلیدی در جنگ آدوا ایفا نمود؛ به این ترتیب سلاسی توانست از طریق مادربزرگ پدری‌اش، وویزرون تنگنوورک ساهله سلاسی که عمهٔ امپراتور منلیک دوم و دختر پادشاه سولوویک امهارا شوا، نگوس ساهله سلاسی بود، به تخت سلطنت امپراتوری برسد. به این ترتیب، سلاسی ادعا می‌کرد که از نسل بلقیس، ملکهٔ سبا و پادشاه سلیمان از اسرائیل باستان است.
رأس مکونن ترتیبی داد تا تافاری و همچنین پسرعمه‌اش امرو هایله سلاسی در هرر تحت آموزش آبا ساموئل وولده کهین، یک راهب کاپوچین اتیوپیایی، و دکتر ویطالیان، یک جراح از گوادلوپ قرار گیرند. تافاری در سن ۱۳ سالگی در تاریخ ۱ نوامبر ۱۹۰۵ با عنوان دِجازمچ (به معنای لغوی «فرماندهٔ دروازه»، معادل تقریبی کنت) منصوب شد. کمی بعد، پدرش مکونن در کولیبی در سال ۱۹۰۶ درگذشت.

### فرمانداری

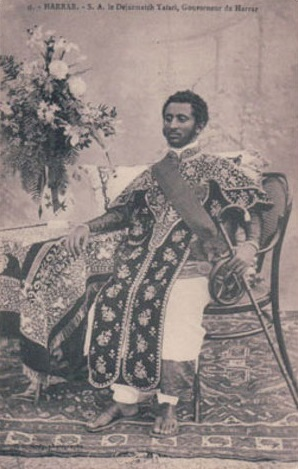
دِجازمچ تافاری، به عنوان فرماندار هرر

تافاری در سال ۱۹۰۶ به‌طور رسمی فرمانداری سلاله را بر عهده گرفت، منطقه‌ای با اهمیت حاشیه‌ای، اما این موقعیت به او این امکان را داد که به تحصیلات خود ادامه دهد. در سال ۱۹۰۷، او به عنوان فرماندار بخشی از استان سیدامو منصوب شد. در دوران نوجوانی، هایله سلاسی با ویزرون آلتایچ ازدواج کرده و از این اتحاد، دخترش شاهدخت رومانِورک به دنیا آمده است.
پس از درگذشت برادرش یلمی در سال ۱۹۰۷، فرمانداری هرر خالی ماند، و ادارهٔ آن به ژنرال وفادار منلیک، دِجازمچ بالچا سفو واگذار شد. ادارهٔ هرر تحت فرمانداری بالچا سفو بی‌نتیجه بود، بنابراین در آخرین بیماری منلیک دوم و در دوران کوتاه سلطنت امپراتریس تایتو بتول، تافاری در سال ۱۹۱۰ یا ۱۹۱۱ به عنوان فرماندار هرر منصوب شد.

### ازدواج

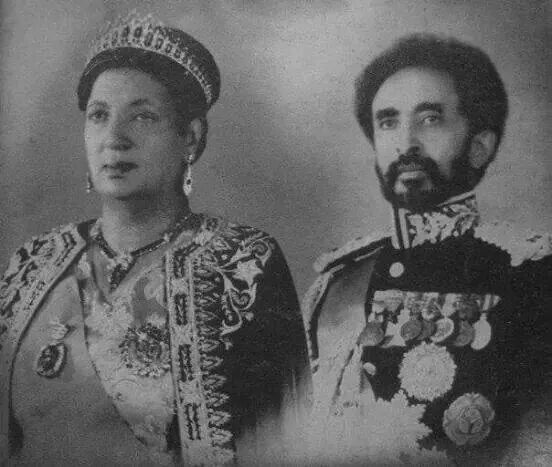
با همسرش، امپراتریس منن آصفا، ۱۹۵۵

در ۳ اوت ۱۹۱۱، تافاری با منن آصفا از آمباسل، خواهرزادهٔ ولیعهد لیج ایاسو ازدواج کرد. منن آصفا ۲۲ ساله بود در حالی که تافاری ۱۹ سال داشت. منن قبلاً با دو مرد نجیب دیگر ازدواج کرده بود، در حالی که تافاری یک همسر قبلی و یک فرزند داشت. ازدواج منن آصفا و هایله سلاسی ۵۰ سال به طول انجامید. گرچه ممکن است این ازدواج به‌عنوان یک اتحاد سیاسی برای ایجاد صلح میان نجیب‌زادگان اتیوپی بوده باشد، خانوادهٔ این زوج گفته‌اند که آنها با توافق دوطرفه ازدواج کرده‌اند. هایله سلاسی همسر خود را «زنی بدون هیچ‌گونه کینه‌ورزی» توصیف کرد.

## دوران نایب‌السلطنه
میزان نقشی که تافاری مکونن در جنبشی که منجر به برکناری لیج ایاسو شد، ایفا کرد، به‌طور گسترده‌ای بحث شده است، به‌ویژه در شرح مفصل خود هایله سلاسی در این خصوص. ایاسو از ۱۹۱۳ تا ۱۹۱۶ امپراتور تعیین‌شده اما تاج‌گذاری‌نشدهٔ اتیوپی بود. شهرت ایاسو به دلیل رفتارهای رسوایی‌آمیز و نگرش بی‌احترامی که نسبت به نجیب‌زادگان در دربار پدربزرگش، منلیک دوم، داشت، به اعتبار او آسیب زد. روابط ایاسو با اسلام در میان رهبری کلیسای ارتدکس توحیدی اتیوپی به‌عنوان خیانت تلقی می‌شد. در ۲۷ سپتامبر ۱۹۱۶، ایاسو برکنار شد.
مردانی محافظه‌کار مانند فتاوراری حبته گیورگیس، وزیر جنگ دیرینهٔ منلیک دوم، در جنبشی که به برکناری ایاسو منجر شد، مشارکت داشتند. این جنبش برای برکناری ایاسو، تافاری را ترجیح می‌داد زیرا او توانسته بود حمایت هر دو جناح پیشرو و محافظه‌کار را جلب کند. در نهایت، ایاسو به دلیل گرایش به اسلام برکنار شد. به جای او، دختر منلیک دوم (عمهٔ ایاسو) به عنوان امپراتریس زیودیتو نامیده شد، در حالی که تافاری به مقام رأس ارتقاء یافت و به عنوان وارث بلافصل و ولیعهد منصوب شد. در ساختار قدرتی که پس از آن شکل گرفت، تافاری نقش تام‌الاختیار (بالمولو 'اندراسه' ) را پذیرفت و به حاکم واقعی امپراتوری اتیوپی (منگستا اتیوپیا) تبدیل شد. زیودیتو حکومت می‌کرد در حالی که تافاری مدیریت می‌کرد.
در حالی که ایاسو در ۲۷ سپتامبر ۱۹۱۶ برکنار شده بود، در ۸ اکتبر موفق شد به اوگادن فرار کند و پدرش، نگوس میکائل از وللو، فرصتی داشت تا به او کمک کند. در ۲۷ اکتبر، نگوس میکائل و ارتش او با ارتشی تحت فرمان فتاوراری حبته گیورگیس وفادار به زیودیتو و تافاری مواجه شدند. در نبرد سگاله، میکائل شکست خورد و اسیر شد. هرگونه شانس بازپس‌گیری سلطنت توسط ایاسو از بین رفت و او به مخفیگاه رفت. در ۱۱ ژانویهٔ ۱۹۲۱، پس از حدود پنج سال اجتناب از اسارت، ایاسو توسط گوسا آریا سلاسی دستگیر شد.

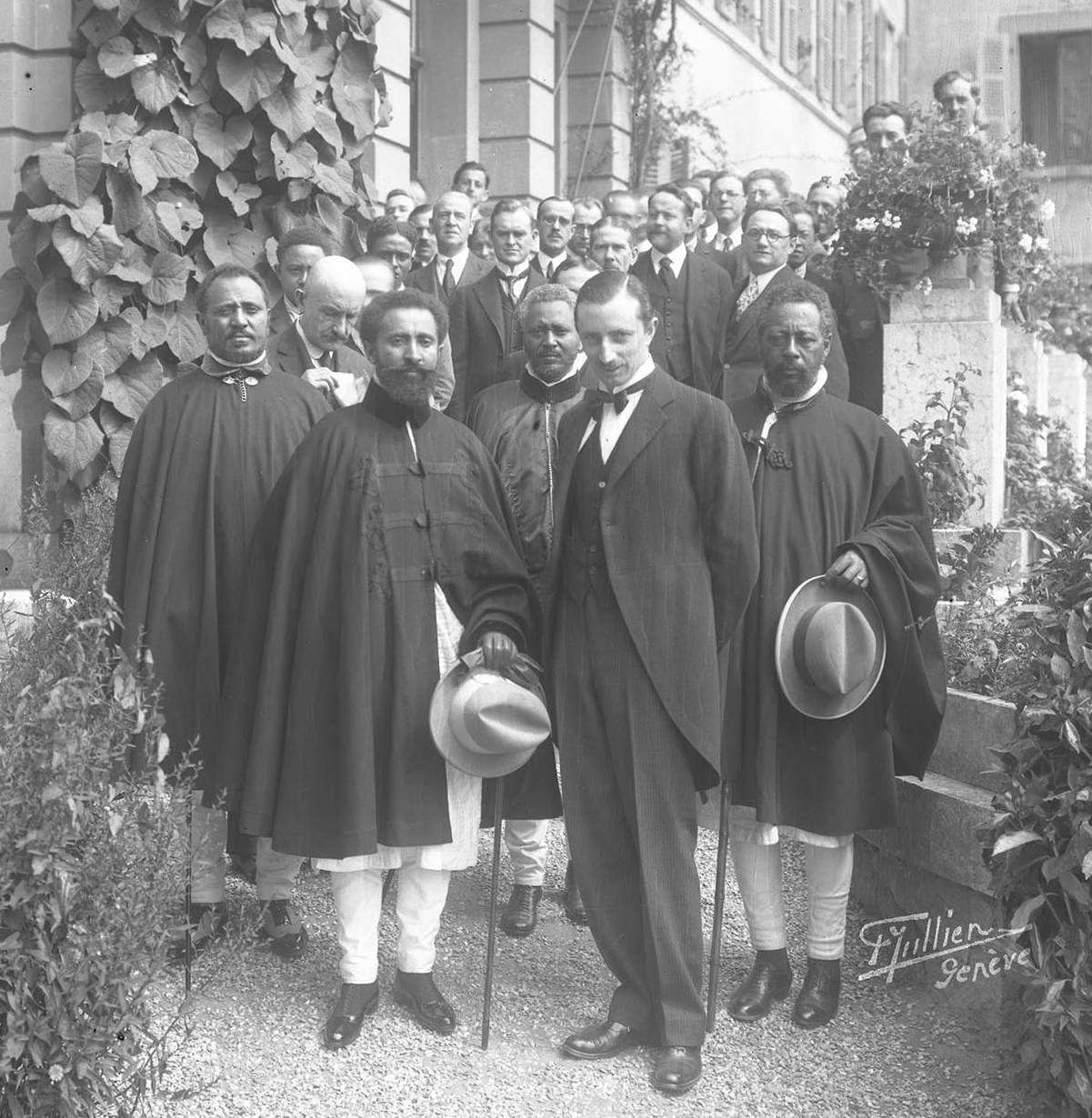
رأس تافاری در سال ۱۹۲۴ در سازمان بین‌المللی کار

در ۱۱ فوریهٔ ۱۹۱۷، تاج‌گذاری برای زیودیتو برگزار شد. او قسم خورد که از طریق ولیعهد خود، تافاری، به طور عادلانه حکومت کند. در حالی که تافاری بیشتر از او دیده می‌شد، زیودیتو فقط یک حکمران تشریفاتی نبود، اما به دلیل موقعیت پیچیده‌اش در مقایسه با دیگر پادشاهان اتیوپی، برخی محدودیت‌های سیاسی داشت. یکی از این محدودیت‌ها این بود که او باید دعاوی گروه‌های رقیب را میانجیگری می‌کرد. به عبارت دیگر، او حرف آخر را می‌زد. اما برخلاف دیگر پادشاهان، تافاری بار مسئولیت ادارهٔ روزمرهٔ کشور را به دوش می‌کشید. با این حال، در ابتدا به دلیل ضعف موقعیتش، این اغلب عملی بیهوده بود. ارتش شخصی‌اش چندان مجهز نبود، منابع مالی‌اش محدود بود و هیچ اهرم فشاری برای مقابله با تأثیرات مشترک امپراتریس، وزیر جنگ یا استانداران استانی نداشت. با این وجود، قدرت زیودیتو کاهش یافت و قدرت تافاری افزایش یافت. او بیشتر بر عبادت تمرکز می‌کرد و کمتر به وظایف رسمی‌اش می‌پرداخت، که این به تافاری اجازه داد تا بعدها تأثیر بیشتری از امپراتریس پیدا کند.
در دوران ولیعهدی او، ولیعهد جدید سیاست مدرن‌سازی محتاطانه‌ای را که توسط منلیک دوم آغاز شده بود، توسعه داد. همچنین در این زمان، او از آنفلوانزای اسپانیایی جان سالم به در برد، بیماری‌ای که به عنوان فردی که در طول زندگی‌اش نسبت به تأثیرات بیماری‌ها «آسیب‌پذیر» بود، به آن مبتلا شد. او در سال ۱۹۲۳ پذیرش اتیوپی به جامعهٔ ملل را با قول از بین بردن برده‌داری تضمین کرد؛ هر امپراتور از زمان تئودروس دوم بیانیه‌هایی برای توقف برده‌داری صادر کرده بود، اما بی‌اثر بود: این عمل که در سطح بین‌المللی محکوم شده بود، تا دوران سلطنت سلاسی ادامه یافت و تخمین زده می‌شود که در اوایل دههٔ ۱۹۳۰ حدود ۲ میلیون برده در اتیوپی وجود داشت.

### سفر به خارج

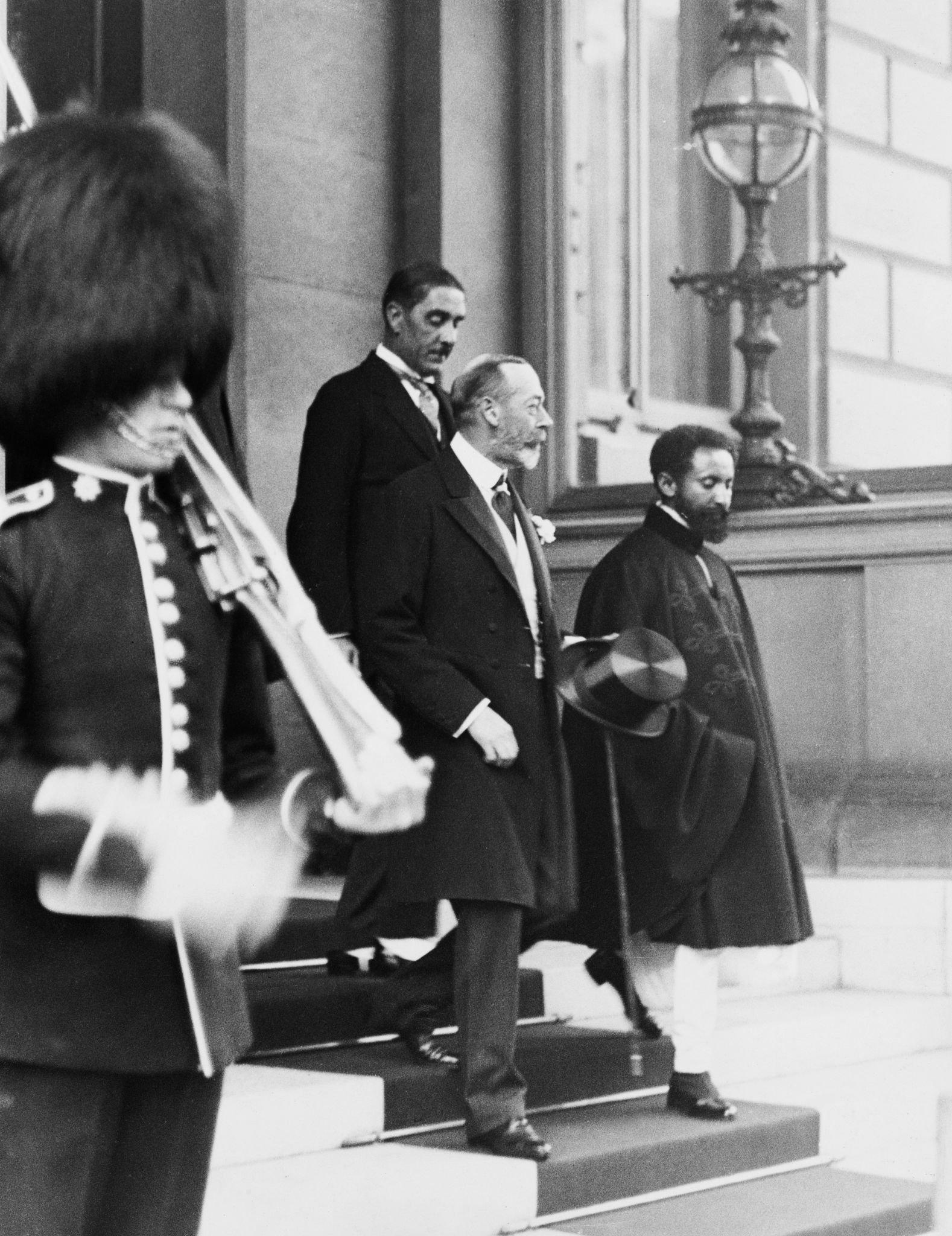
با پادشاه جرج پنجم در کاخ باکینگهام، ۱۹۲۴

در سال ۱۹۲۴، رأس تافاری به همراه هیأتی از جمله رأس سیوم منگاشا از غرب استان تیگرای؛ رأس حایلوتکله هایمانوت از استان گوجام؛ رأس ملوگتا یگازو از استان ایلبابور؛ رأس مکونن اندلکاشو؛ و بلاطنگتا هر وی ولد سلاسی به اروپا و خاورمیانه سفر کرد. هدف اصلی این سفر به اروپا کسب دسترسی اتیوپی به دریا بود. در پاریس، تافاری از وزارت امور خارجهٔ فرانسه مطلع شد که این هدف محقق نخواهد شد. با این حال، او و همراهانش از مدارس، بیمارستان‌ها، کارخانه‌ها و کلیساها بازدید کردند. با وجود الگو گرفتن بسیاری از اصلاحات خود از مدل‌های اروپایی، تافاری از فشارهای اروپایی محتاط بود. برای مقابله با امپریالیسم اقتصادی، تافاری از تمام شرکت‌ها خواست که حداقل مالکیت محلی جزئی داشته باشند. دربارهٔ کمپین مدرن‌سازی خود گفت: «ما به پیشرفت اروپایی فقط به این دلیل نیاز داریم که در میان آن احاطه شده‌ایم. این هم در عین حال یک مزیت و یک بدبختی است.»
در طول سفرهای تافاری در اروپا، شام، و مصر، او و همراهانش با شور و شوق و تحسین استقبال شدند. سیوم منگاشا به همراه حایلوتکله هایمانوت که مانند تافاری، فرزندانی از ژنرال‌هایی بودند که در جنگ پیروزمندانه علیه ایتالیا در ربع قرن قبل در جنگ آدوا مشارکت داشتند، او را همراهی کردند. یکی دیگر از اعضای هیئت همراه، ملوگتا یگازو، در حقیقت در دوران جوانی در جنگ آدوا شرکت کرده بود. «شرافت شرقی» اتیوپی‌ها و «لباس‌های سلطنتی غنی و نقاشی‌شده» در رسانه‌ها به طرز قابل توجهی بزرگ‌نمایی شد؛ در میان همراهانش حتی یک دسته شیر وجود داشت که او آن‌ها را به عنوان هدیه به رئیس‌جمهور آلکساندر میلران و نخست‌وزیر ریمون پوانکاره از فرانسه، پادشاه جرج پنجم از بریتانیا، و به باغ‌وحش پاریس، فرانسه اهدا کرد. همانطور که یکی از تاریخ‌نگاران اشاره کرده است، «به ندرت سفری می‌تواند چنین تعداد زیادی از حکایات را الهام بخشیده باشد». در ازای دو شیر، بریتانیا تاج سلطنتی امپراتور تئودروس دوم را به تافاری اهدا کرد تا آن را به امپراتریس زودیتو بازگرداند. این تاج توسط ژنرال سر رابرت ناپیر در مأموریت ۱۸۶۸ به حبشه به غنیمت گرفته شده بود.
در این دوره، ولیعهد از دِیر ارمنی اورشلیم بازدید کرد. در آنجا، او ۴۰ یتیم ارمنی (አርባ ልጆች Arba Lijoch، "چهل کودک") را که در طول نسل‌کشی ارمنی‌ها والدین خود را از دست داده بودند، به فرزندی پذیرفت. تافاری برای آموزش موسیقی این نوجوانان ترتیباتی داد و آن‌ها به گروه موسیقی سلطنتی تبدیل شدند.

## پادشاهی

### پادشاه و امپراتور

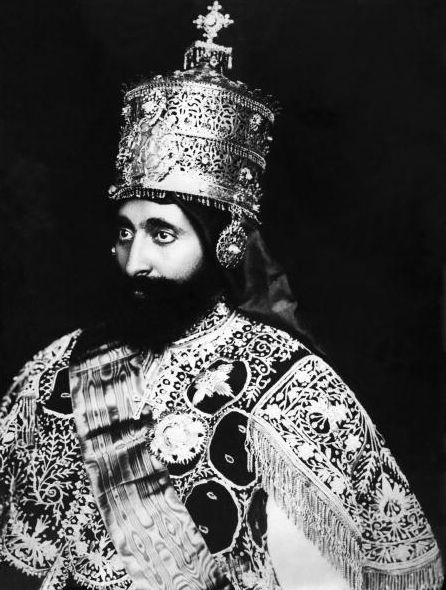
تاج‌گذاری به عنوان امپراتور در ۲ نوامبر ۱۹۳۰

اختیار تافاری در سال ۱۹۲۸ با چالش روبرو شد، زمانی که دیجازماچ بالچا صفو با یک نیروی مسلح بزرگ به آدیس آبابا آمد. زمانی که تافاری تسلط خود را بر استان‌ها تثبیت کرد، بسیاری از منصوبان منلیک از رعایت مقررات جدید خودداری کردند. بالچا صفو، فرماندار (شوم) استان قهوه‌خیز سیدامو، به‌ویژه مشکل‌ساز بود. درآمدهایی که او به دولت مرکزی ارسال می‌کرد، منعکس‌کنندهٔ سودهای انباشته‌شده نبود و تافاری او را به آدیس آبابا فراخواند. آن مرد مسن با عصبانیت و به‌طور تحقیرآمیز با یک ارتش بزرگ به آدیس آبابا آمد. دیجازماچ به ملکه زودیتو ادای احترام کرد، اما تافاری را تحقیر کرد. در ۱۸ فوریه، در حالی که بالچا صفو و محافظ شخصی او در آدیس آبابا بودند، تافاری دستور داد رأس کاسا هایله دارگه ارتش بالچا صفو را خریداری کند و ترتیب داد که او به عنوان شوم استان سیدامو توسط بیررو ولده گابریل جایگزین شود – که خودش توسط دستا دمتهو جایگزین شد.

با این حال، اقدام بالچا صفو باعث تقویت قدرت سیاسی ملکه زودیتو شد و او تلاش کرد تا تافاری را به جرم خیانت محاکمه کند. او به دلیل تعاملات خیرخواهانه‌اش با ایتالیا محاکمه شد، از جمله پیمان صلح ۲۰ ساله که در ۲ اوت امضا شد. در سپتامبر، گروهی از درباریان، از جمله برخی از درباریان ملکه، تلاش نهایی برای رهایی از تافاری را انجام دادند. این کودتا از نظر ریشه‌هایش تراژیک و از نظر پایانش کمدی بود. هنگامی که تافاری و گروهی از سربازانش با آنها مواجه شدند، سران کودتا به آرامگاه منلیک در زیرزمین قصر پناه بردند. تافاری و سربازانش آنها را محاصره کردند، اما خودشان توسط گارد شخصی زودیتو محاصره شدند. تعدادی دیگر از سربازان تافاری که لباس خاکی بر تن داشتند، رسیدند و با برتری تسلیحات، نتیجه را به نفع او رقم زدند. حمایت مردمی، همچنین حمایت پلیس، همچنان با تافاری بود. در نهایت، ملکه کوتاه آمد و در ۷ اکتبر ۱۹۲۸، تافاری به عنوان نگوس (زبان امهری: «پادشاه») تاج‌گذاری کرد.

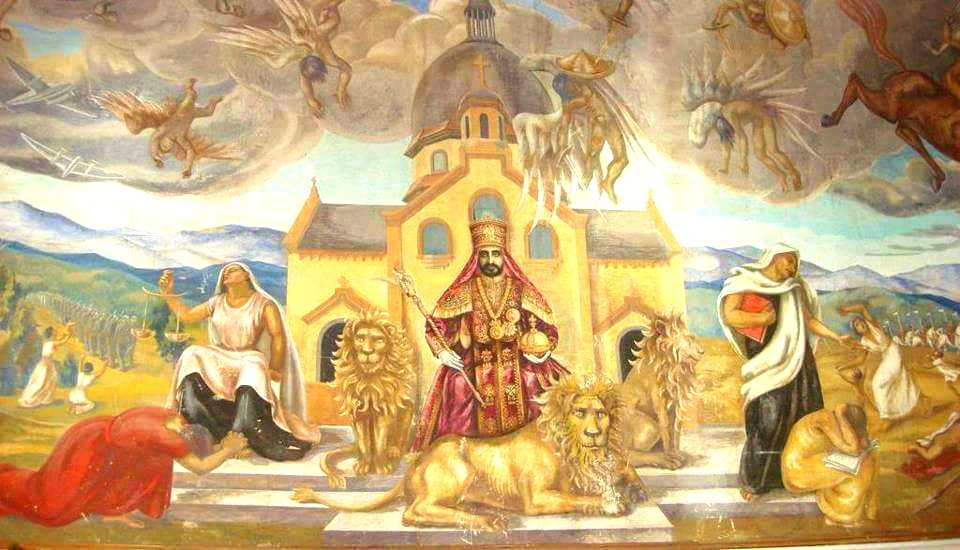
نگارهٔ رسمی تاج‌گذاری توسط بئاتریس پلیین در دههٔ ۱۹۵۰

تاج‌گذاری تافاری به عنوان پادشاه بحث‌برانگیز بود. او همان منطقه‌ای را اشغال کرد که ملکه در آن بود، به جای اینکه به پادشاهی منطقه‌ای از امپراتوری برود. دو پادشاه، حتی با یکی که وابسته و دیگری که امپراتور (در این مورد ملکه) است، هرگز از یک مکان به‌طور همزمان در تاریخ اتیوپی حکومت نکرده بودند. محافظه‌کاران به اعتراض به این توهین تصوری به شأن تاج‌وتخت پرداختند و این منجر به شورش رأس گوگسا وله شد. گوگسا وله همسر ملکه و شوم استان بگمِدر بود. در اوایل ۱۹۳۰، او ارتشی تشکیل داد و آن را از فرمانداری‌اش در قندار به سوی آدیس آبابا به حرکت درآورد. در ۳۱ مارس ۱۹۳۰، گوگسا وله با نیروهای وفادار به نگوس تافاری مواجه شد و در نبرد انچم شکست خورد. گوگسا وله در نبرد کشته شد. اخبار شکست و مرگ گوگسا وله در آدیس آبابا منتشر شده بود که ملکه به‌طور ناگهانی در ۲ آوریل ۱۹۳۰ درگذشت. اگرچه مدت‌ها شایعه شده بود که ملکه پس از شکست شوهرش مسموم شد، یا اینکه او از شوک مرگ شوهر جداشده‌اش که همچنان مورد علاقه‌اش بود، فوت کرده است، اما از آن زمان مستند شده است که زودیتو به تب شبه‌حصبه (پاراتیفوئید) و عوارض ناشی از دیابت پس از آنکه روحانیون ارتدکس مقررات سختی در مورد رژیم غذایی‌اش در دوران روزه‌داری اعمال کردند، در حالی که دستورات پزشکانش خلاف آن بود، درگذشت.

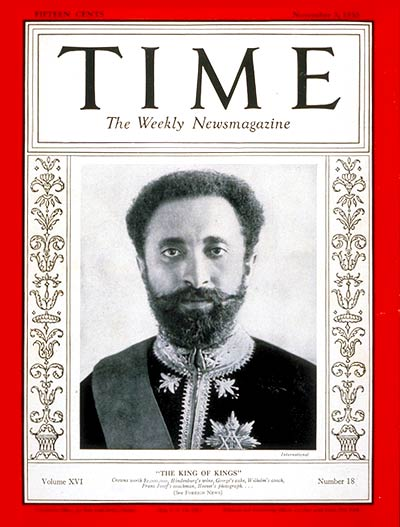
جلد مجلهٔ تایم در ۳ نوامبر ۱۹۳۰

با مرگ زودیتو، تافاری خود به عنوان امپراتور برخاست و به عنوان «نگوس نگست زه-اتیوپیا»، به معنای «شاه شاهان اتیوپی» اعلام شد. او در ۲ نوامبر ۱۹۳۰ در کلیسای سنت جرج آدیس آبابا تاج‌گذاری کرد. این تاج‌گذاری طبق گزارش‌ها «رویدادی بسیار باشکوه» بود، و شاهزاده‌ها و مقامات برجسته‌ای از سراسر جهان در آن حضور داشتند. در میان حاضران دوک گلاستر (پسر پادشاه جورج پنجم)، مارشال لوئیس فرانشت دِ اسپری از فرانسه، و پرنس اودینه نمایندهٔ پادشاه ویکتور امانوئل سوم از ایتالیا حضور داشتند. سفیر ویژه هرمان موری جاکوبی به عنوان نمایندهٔ شخصی رئیس‌جمهور ایالات متحده هربرت هوور در مراسم تاج‌گذاری حضور داشت. نمایندگان مصر، ترکیه، سوئد، بلژیک و ژاپن نیز در مراسم حضور داشتند. نویسندهٔ بریتانیایی اولین وو نیز در آنجا بود و گزارشی معاصر از این رویداد نوشت، و برتون هولمز تنها فیلم‌برداری شناخته‌شده از این مراسم را انجام داد. یکی از گزارش‌های روزنامه‌های آمریکایی اشاره کرد که هزینهٔ جشن به بیش از ۳٬۰۰۰٬۰۰۰ دلار رسیده است. بسیاری از حاضران هدایای لوکسی دریافت کردند؛ در یک مورد، امپراتور یک کتاب مقدس طلایی به یک کشیش آمریکایی که در تاج‌گذاری حضور نداشت، ولی در روز تاج‌گذاری برای امپراتور دعا کرده بود، فرستاد.
سلاسی در تاریخ ۱۶ ژوئیهٔ ۱۹۳۱ اولین قانون اساسی اتیوپی را معرفی کرد، که برای سیستمی دومجلسی فراهم شده بود. این قانون اساسی قدرت را در دستان نجیب‌زادگان نگه داشت، اما استانداردهای دموکراتیک را در میان نجیب‌زادگان برقرار کرد و گذار به حکومت دموکراتیک را پیش‌بینی می‌کرد: این قانون اساسی تا زمانی که مردم در موقعیتی برای انتخاب خود قرار گیرند، برقرار می‌ماند. این قانون اساسی جانشینی سلطنت را به فرزندان سلاسی محدود کرد، که باعث شد دیگر شاهزادگان دودمانی آن زمان (از جمله شاهزادگان تیگرای و حتی پسرعموی وفادار امپراتور، رأس کاسا هایله دارگه) از خط جانشینی سلطنت خارج شوند.
در سال ۱۹۳۲، سلطنت جیما پس از مرگ سلطان ابا جفار دوم از جیما به‌طور رسمی به اتیوپی ملحق شد.

### تقابل با ایتالیا
اتیوپی در دههٔ ۱۹۳۰ هدف طرح‌های امپریالیستی ایتالیا قرار گرفت. رژیم بنیتو موسولینی و فاشیسم وی علاقه‌مند به انتقام‌گیری از شکست‌های نظامی ایتالیا در برابر اتیوپی در نخستین جنگ ایتالیا-اتیوپی بود و قصد داشت تلاش شکست‌خوردهٔ ایتالیا برای تصرف این کشور، که در آدوا تجلی یافت، را محو کند. تصرف اتیوپی همچنین می‌توانست به تقویت هدف‌های فاشیسم و تقویت بلاغت امپراتوری آن کمک کند. اتیوپی همچنین می‌توانست پلی میان مستعمرات اریتره و سومالی‌لند ایتالیا باشد. موقعیت اتیوپی در جامعهٔ ملل نتوانست ایتالیایی‌ها را از حمله در سال ۱۹۳۵ منصرف کند؛ «امنیت جمعی» پیش‌بینی‌شده توسط جامعهٔ ملل بی‌فایده به نظر رسید و زمانی که توافق هوار–لاوال فاش کرد که متحدان اتیوپی در جامعهٔ ملل در تلاش برای راضی کردن ایتالیا بودند، یک رسوایی به پا شد.

#### بسیج
پس از بحران حبشه در ۵ دسامبر ۱۹۳۴، سلاسی به نیروهای شمالی خود پیوست و مقر خود را در دسیه در استان ولو بنیان نهاد. او در ۳ اکتبر ۱۹۳۵ فرمان بسیج عمومی صادر کرد. در ۱۹ اکتبر ۱۹۳۵، او دستورات دقیق‌تری را به فرماندهٔ کل خود، رأس کاسا، ارائه کرد و به نیروهایش دستور داد که موقعیت‌های استتاری را انتخاب کنند، مهمات را حفظ نمایند و از پوشیدن لباس‌های جلب‌توجه‌کننده به دلیل ترس از حملات هوایی خودداری کنند.
در مقایسه با اتیوپیایی‌ها، ارتش ایتالیا مجهز به تسلیحات مدرن و نیروی هوایی بزرگی بود. ایتالیایی‌ها همچنین در طول درگیری از جنگ‌افزار شیمیایی استفاده کردند و حتی بیمارستان‌های صحرایی صلیب سرخ را هدف قرار دادند.

#### پیشرفت جنگ
از اوایل اکتبر ۱۹۳۵، ایتالیایی‌ها به اتیوپی حمله کردند، اما تا نوامبر، سرعت تهاجم به‌طور قابل‌توجهی کاهش یافت و ارتش‌های شمالی سلاسی توانستند آنچه را که به عنوان «حملهٔ کریسمس» شناخته می‌شود، آغاز کنند. در طی این حمله، ایتالیایی‌ها در برخی مناطق مجبور به عقب‌نشینی شدند و در مواضع دفاعی قرار گرفتند، اما در اوایل ۱۹۳۶، در نبرد اول تمبیین پیشروی حملهٔ اتیوپی را متوقف کردند و آمادهٔ ادامهٔ حملهٔ خود شدند.
پس از شکست و نابودی نیروهای شمالی اتیوپی در نبرد امبا آرادام، نبرد دوم تمبیین و نبرد شیر، سلاسی با آخرین نیروی اتیوپیایی در جبههٔ شمالی وارد میدان شد. در ۳۱ مارس ۱۹۳۶، او شخصاً پاتکی علیه ایتالیایی‌ها در نبرد مایچو در جنوب تیگرای را رهبری کرد. ارتش امپراتور شکست خورد و با آشفتگی عقب‌نشینی کرد. در هنگام عقب‌نشینی، ایتالیایی‌ها از هوا و همچنین قبیله‌های رایه و آزبو، که توسط ایتالیایی‌ها مسلح و حمایت مالی شده بودند، به آن‌ها حمله کردند.
بسیاری از نیروهای نظامی اتیوپی در مقایسه با نیروهای مهاجم ایتالیایی، قدیمی و ناکارآمد بودند و عمدتاً از سلاح‌های غیرمدرن و نیروهای آموزش‌ندیده استفاده می‌کردند.
سلاسی پیش از بازگشت به پایتخت خود، یک سفر زیارتی به کلیساهای لالی‌بلا انجام داد، که خطر اسارت را به همراه داشت. پس از جلسه‌ای پرتنش در شورای دولتی، تصمیم گرفته شد که از آنجا که آدیس آبابا قابل دفاع نیست، دولت به شهر جنوبی گوره منتقل شود و برای حفظ خاندان امپراتوری، امپراتریس منن آصفاو و دیگر اعضای خانوادهٔ سلطنتی بلافاصله به سومالی فرانسه و سپس به اورشلیم بروند.

#### بحث دربارهٔ تبعید

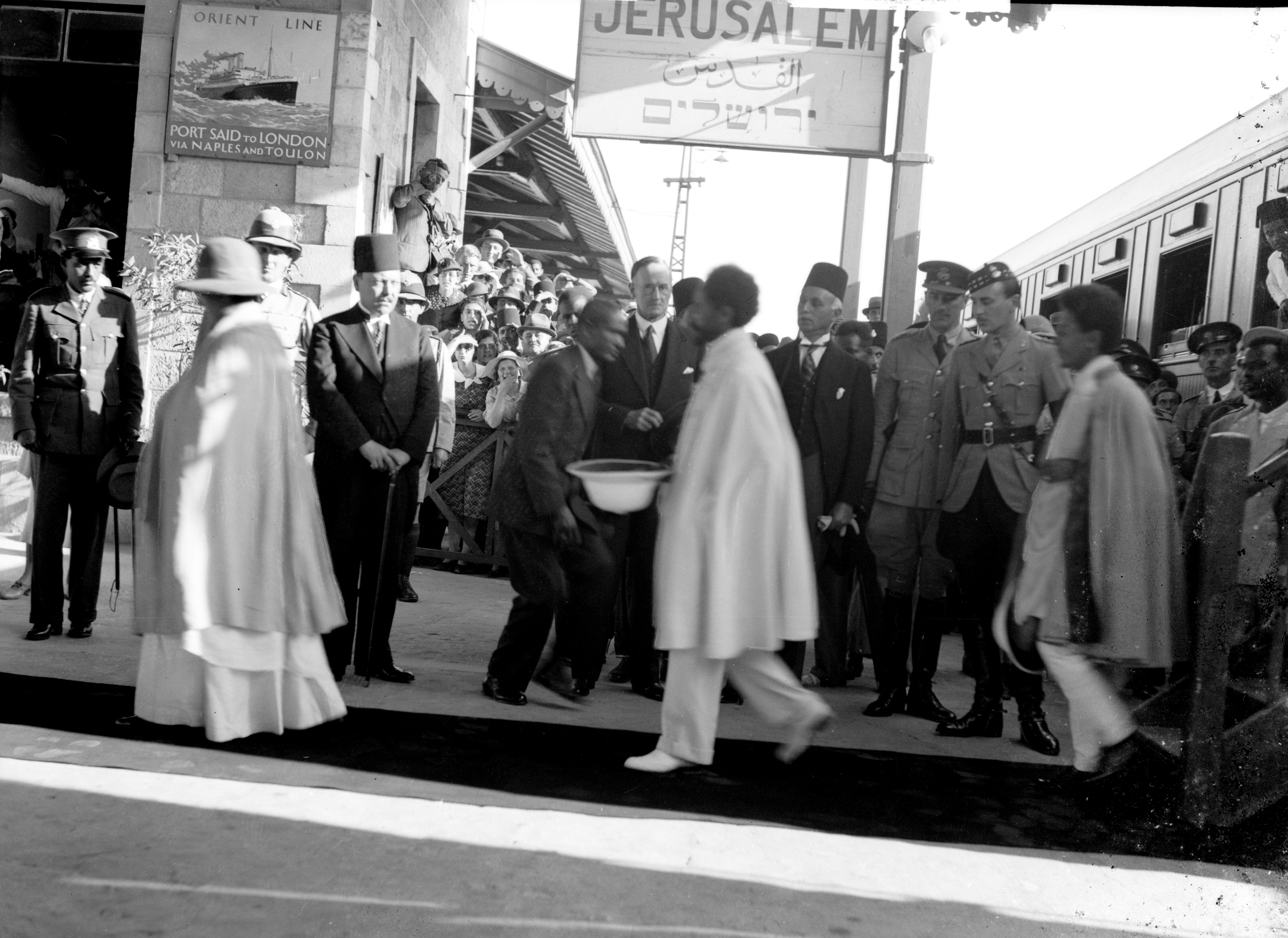
امپراتور هنگام ورود به اورشلیم، مه ۱۹۳۶.

پس از بحث‌های بیشتر در مورد اینکه آیا سلاسی باید به گوره برود یا همراه خانواده‌اش به تبعید برود، توافق شد که او اتیوپی را ترک کند و پروندهٔ اتیوپی را به جامعه ملل در ژنو ارائه دهد. این تصمیم یکدست نبود و چندین نفر، از جمله بلاتا تکله وولده هاواریت، به شدت با فرار یک پادشاه اتیوپیایی از برابر نیروی مهاجم مخالفت کردند.
سلاسی پسرعمویش، رأس ایمرو هایله سلاسی را به عنوان نایب‌السلطنه در غیاب خود منصوب کرد و در ۲ مه ۱۹۳۶ به همراه خانواده‌اش به سومالی فرانسه عزیمت کرد.
در ۵ مه، مارشال مارشال پیترو بادولیو نیروهای ایتالیایی را به آدیس آبابا هدایت کرد و موسولینی اتیوپی را به عنوان یک استان ایتالیا اعلام کرد. ویکتور امانوئل سوم به عنوان امپراتور اتیوپی جدید اعلام شد. در روز قبل، تبعیدیان اتیوپیایی سومالی فرانسه را با رزم‌ناو بریتانیایی اچ‌ام‌اس انترپرایز ترک کردند. مقصد آن‌ها اورشلیم در منطقهٔ قیمومت بریتانیا بر فلسطین بود، جایی که خانوادهٔ سلطنتی اتیوپی اقامتگاهی داشتند.
خانوادهٔ امپراتوری در حیفا پیاده شدند و سپس به اورشلیم رفتند. انتخاب اورشلیم از نظر نمادین بسیار مهم بود، زیرا سلسلهٔ سلیمانی ادعا می‌کرد که نسبش به سلسلهٔ داوود می‌رسد. پس از ترک سرزمین مقدس، سلاسی و همراهانش با رزم‌ناو بریتانیایی اچ‌ام‌اس کیپ‌تاون به سوی جبل‌الطارق حرکت کردند و در هتل راک اقامت گزیدند. از جبل‌الطارق، تبعیدیان به یک کشتی مسافربری معمولی منتقل شدند. با این کار، دولت بریتانیا از هزینه‌های برگزاری یک استقبال رسمی معاف شد.

#### امنیت جمعی و جامعهٔ ملل، ۱۹۳۶

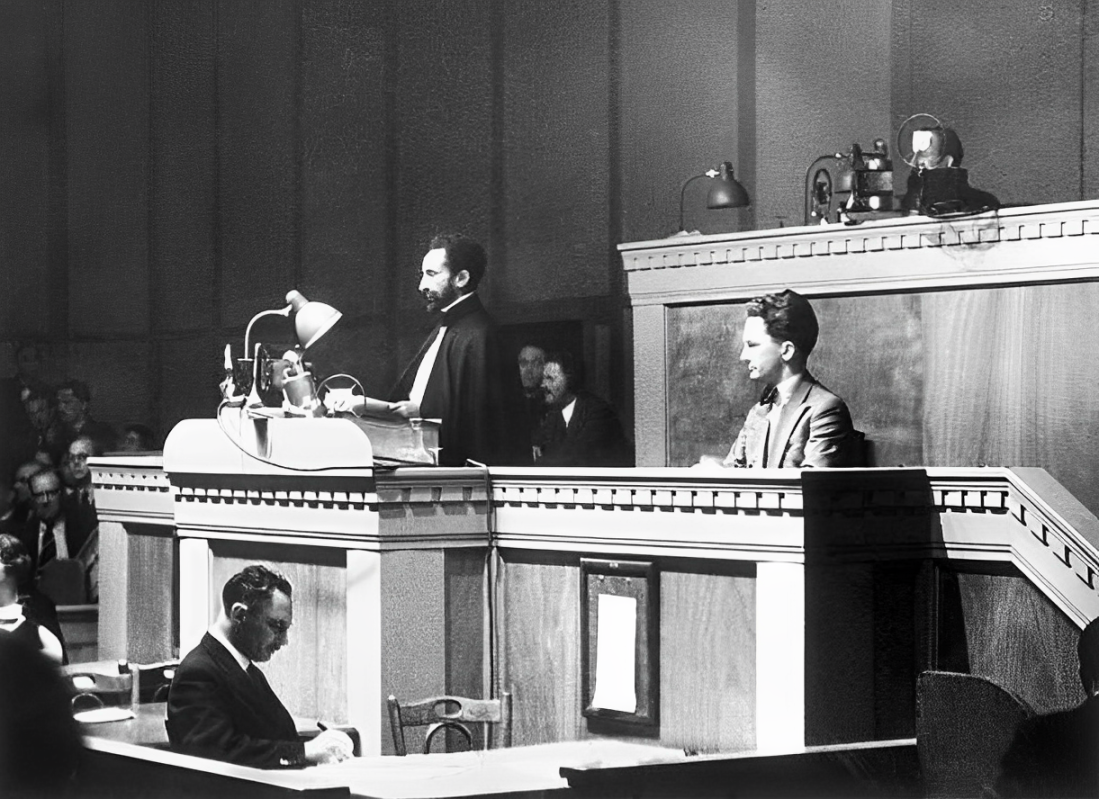
سلاسی در حال سخنرانی در جامعه ملل دربارهٔ تهاجم ایتالیا در ۱۹۳۶

در ۱۲ مه ۱۹۳۶، جامعهٔ ملل به سلاسی اجازه داد که مجمع را مورد خطاب قرار دهد. در پاسخ، ایتالیا هیئت خود را از جامعهٔ ملل خارج کرد. اگرچه سلاسی به زبان فرانسوی مسلط بود، اما ترجیح داد سخنرانی خود را به زبان امهری ایراد کند. او ادعا کرد که ایتالیا از جنگ‌افزار شیمیایی علیه اهداف نظامی و غیرنظامی استفاده می‌کند.
در آغاز سال ۱۹۳۶، تایم سلاسی را به عنوان «مردِ سال» برای سال ۱۹۳۵ معرفی کرد. سخنرانی او در ژوئن ۱۹۳۶ باعث شد که او به نماد ضد فاشیست‌ها در سراسر جهان تبدیل شود. با این حال، او نتوانست حمایت دیپلماتیک و نظامی مورد نیاز خود را به دست آورد. جامعهٔ ملل تنها تحریم‌های محدودی علیه ایتالیا اعمال کرد و سلاسی بدون تجهیزات نظامی ضروری باقی ماند. تنها شش کشور در سال ۱۹۳۷ اشغال اتیوپی توسط ایتالیا را به رسمیت نشناختند: چین، نیوزیلند، اتحاد جماهیر شوروی، جمهوری اسپانیا، مکزیک و ایالات متحدهٔ آمریکا.

#### دوران تبعید

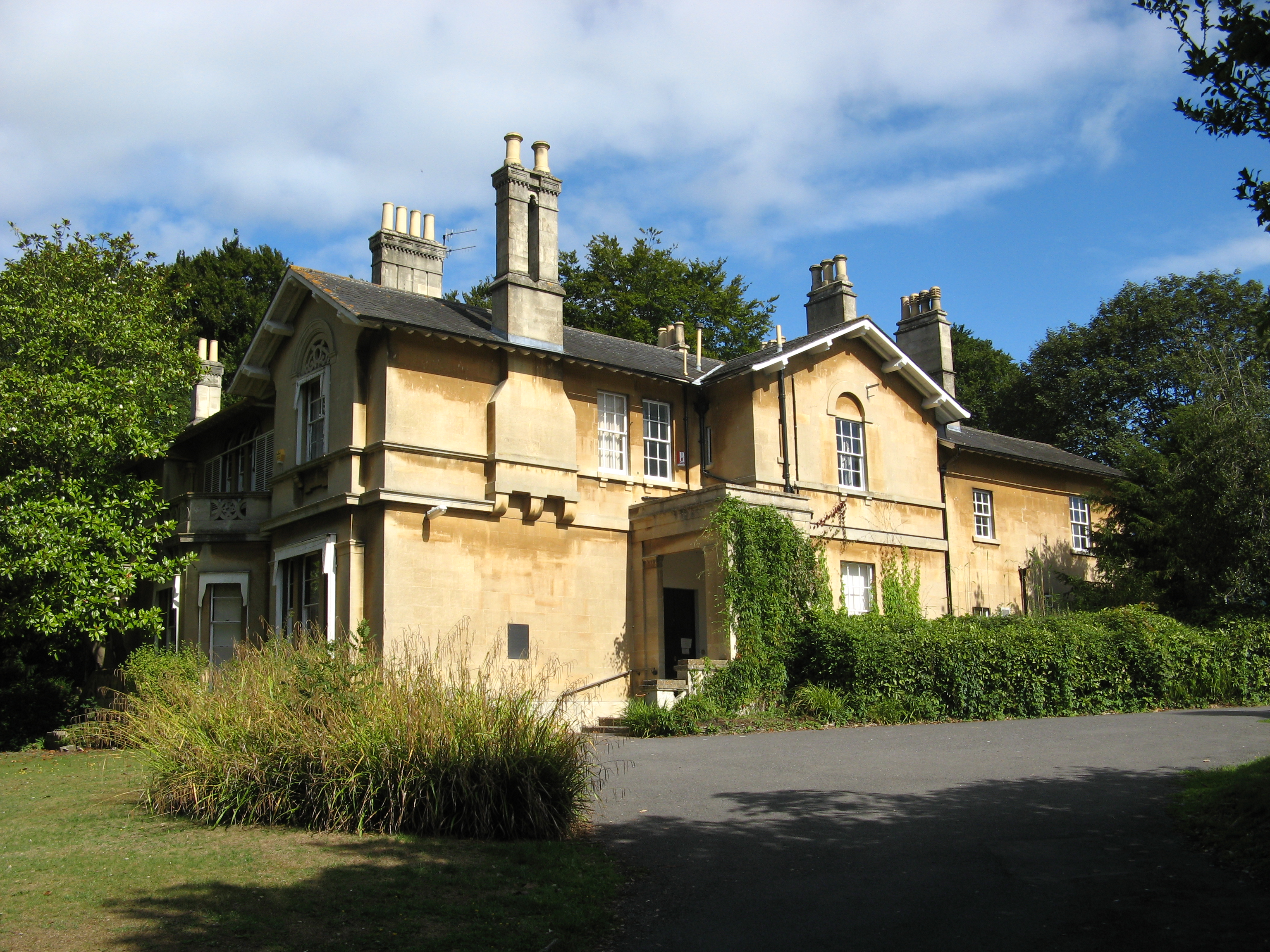
خانهٔ فرفیلد، باث، محل اقامت سلاسی به مدت پنج سال در دوران جنگ دوم ایتالیا و اتیوپی و بخش‌هایی از جنگ جهانی دوم

سلاسی سال‌های تبعید خود (۱۹۳۶–۱۹۴۱) را در باث، انگلستان، در خانهٔ فرفیلد، باث، که آن را خریداری کرده بود، سپری کرد. امپراتور و کاسا هایله دارگه هر روز صبح در پشت دیوارهای بلند این خانهٔ ویکتوریایی ۱۴ اتاقه قدم می‌زدند. مطالعهٔ مورد علاقه او «تاریخ دیپلماسی» بود. در دوران تبعیدش در انگلستان، او شروع به نوشتن خودزندگی‌نامه‌ای ۹۰ هزار کلمه‌ای کرد.
پیش از اقامت در خانهٔ فرفیلد، او مدتی کوتاه در هتل وارن در وورتینگ و در پارک‌ساید، ویمبلدون اقامت داشت. یک تندیس هایله سلاسی ساختهٔ هیلدا سلیگمن در پارک کنیزارو در نزدیکی ویمبلدون نصب شده بود تا اقامت او را گرامی بدارد. این تندیس به یک مکان زیارتی محبوب برای جامعهٔ راستافاری لندن تبدیل شد تا این‌که در ۳۰ ژوئن ۲۰۲۰ توسط معترضان تخریب گردید.
سلاسی در دههٔ ۱۹۳۰ در هتل ابی در مالورن اقامت داشت و نوه‌های او و دختران مقامات درباری در مدرسهٔ کلارندون برای دختران در مالورن شمالی تحصیل کردند. در طول اقامت خود در مالورن، او در مراسم کلیسای ترینیتی مقدس در لینک تاپ شرکت می‌کرد. یک پلاک آبی به یادبود اقامت او در مالورن، در روز شنبه، ۲۵ ژوئن ۲۰۱۱ رونمایی شد. به‌عنوان بخشی از این مراسم، هیئتی از جنبش راستافاری سخنرانی کوتاهی انجام دادند و یک اجرای طبل برگزار شد.

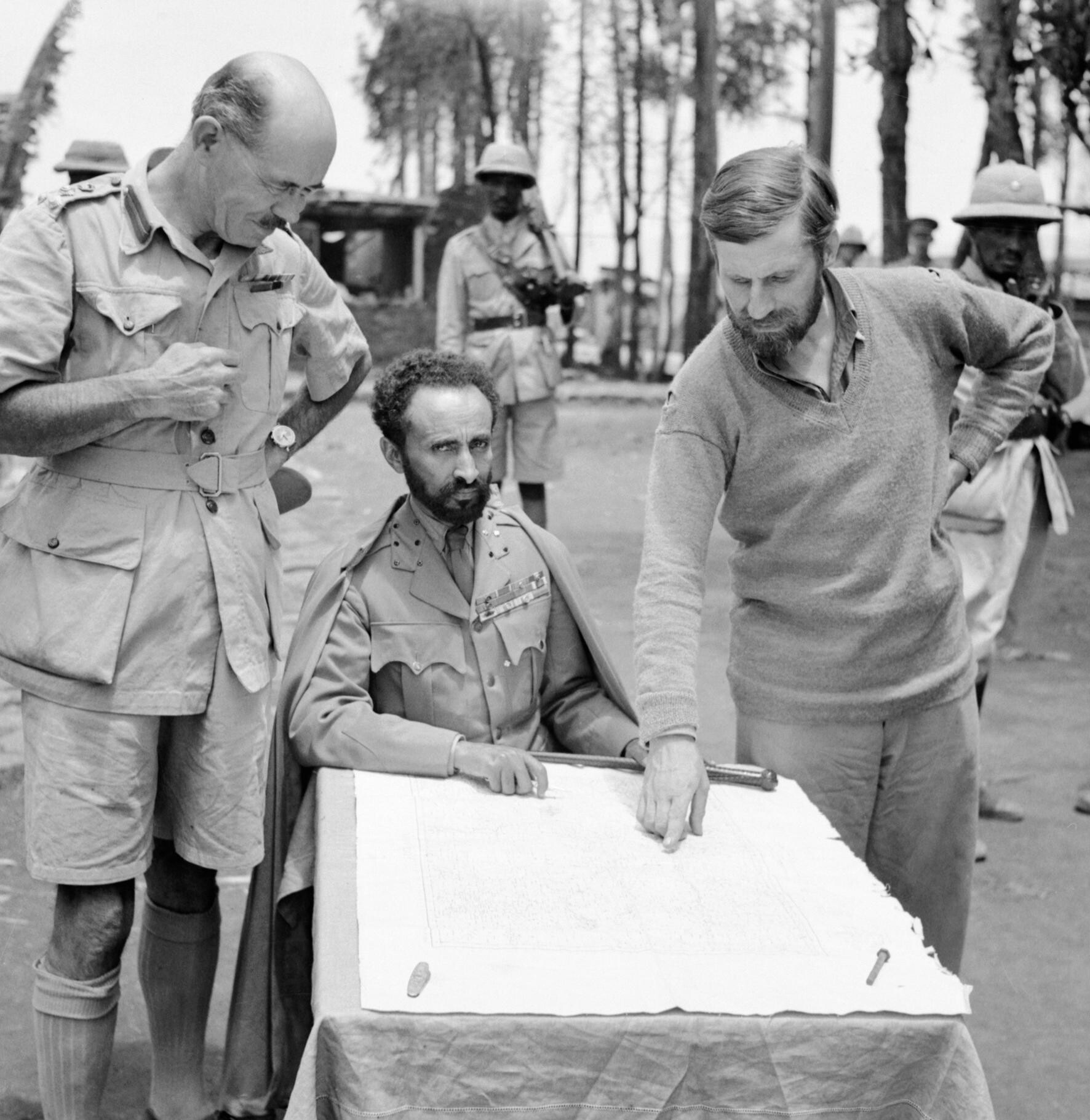
هایله سلاسی به همراه سرتیپ دانیل سندفورد (چپ) و سرهنگ وینگیت (راست) در دژ دامباچا پس از تصرف آن، ۱۵ آوریل ۱۹۴۱

فعالیت‌های سلاسی در این دوره بر مقابله با تبلیغات ایتالیایی‌ها دربارهٔ مقاومت اتیوپی و مشروعیت اشغال متمرکز بود. او علیه بی‌حرمتی به اماکن مذهبی و آثار تاریخی، از جمله سرقت یک اُبلیسک سلطنتی ۱۶۰۰ ساله، سخن گفت و جنایات وارده بر مردم غیرنظامی اتیوپی را محکوم کرد. وی همچنان خواستار مداخلهٔ جامعهٔ ملل بود و اطمینان داشت که «داوری الهی در نهایت هم بر ضعیف و هم بر قدرتمند فرود خواهد آمد»، گرچه تلاش‌های او برای جلب حمایت در مبارزه علیه ایتالیا تا زمانی که این کشور در ژوئن ۱۹۴۰ به جبههٔ آلمان در جنگ جهانی دوم پیوست، عمدتاً بی‌نتیجه بود.
درخواست‌های سلاسی برای حمایت بین‌المللی در ایالات متحده، به‌ویژه در میان سازمان‌های آفریقایی-آمریکایی که با آرمان اتیوپی همدلی داشتند، بازتاب یافت. در سال ۱۹۳۷، هایله سلاسی قرار بود در روز کریسمس پیامی رادیویی برای مردم آمریکا ارسال کند تا از حامیان خود قدردانی کند، اما تاکسی او دچار تصادف شد و زانویش شکست. با وجود آسیب‌دیدگی، او این پیام را ایراد کرد و در آن، مسیحیت و حسن‌نیت را با میثاق جامعهٔ ملل مرتبط دانست و تأکید کرد که جنگ را می‌توان از طریق دیپلماسی حل کرد.
در این دوره، هایله سلاسی با چندین تراژدی شخصی روبه‌رو شد. دو داماد او، رأس دستا دامتو و دیجازماچ بیینه مرید، هر دو توسط ایتالیایی‌ها اعدام شدند. دختر او، شاهدخت رومانورک، همسر دیجازماچ بینه مرید، به همراه فرزندانش به اسارت گرفته شد و در سال ۱۹۴۱ در ایتالیا درگذشت. دختر دیگرش، شاهدخت تسه‌های، اندکی پس از بازگشت پادشاه به سلطنت در سال ۱۹۴۲، هنگام زایمان درگذشت.
پس از بازگشت به اتیوپی، هایله سلاسی خانهٔ فرفیلد را به شهر باث اهدا کرد تا به عنوان اقامتگاهی برای سالمندان مورد استفاده قرار گیرد. در سال ۲۰۱۹، دو پلاک آبی به یادبود اقامت او در خانهٔ فرفیلد و بازدیدهایش از وستون-سوپر-مار توسط نوه‌اش رونمایی شد.

### دههٔ ۱۹۴۰ و ۱۹۵۰

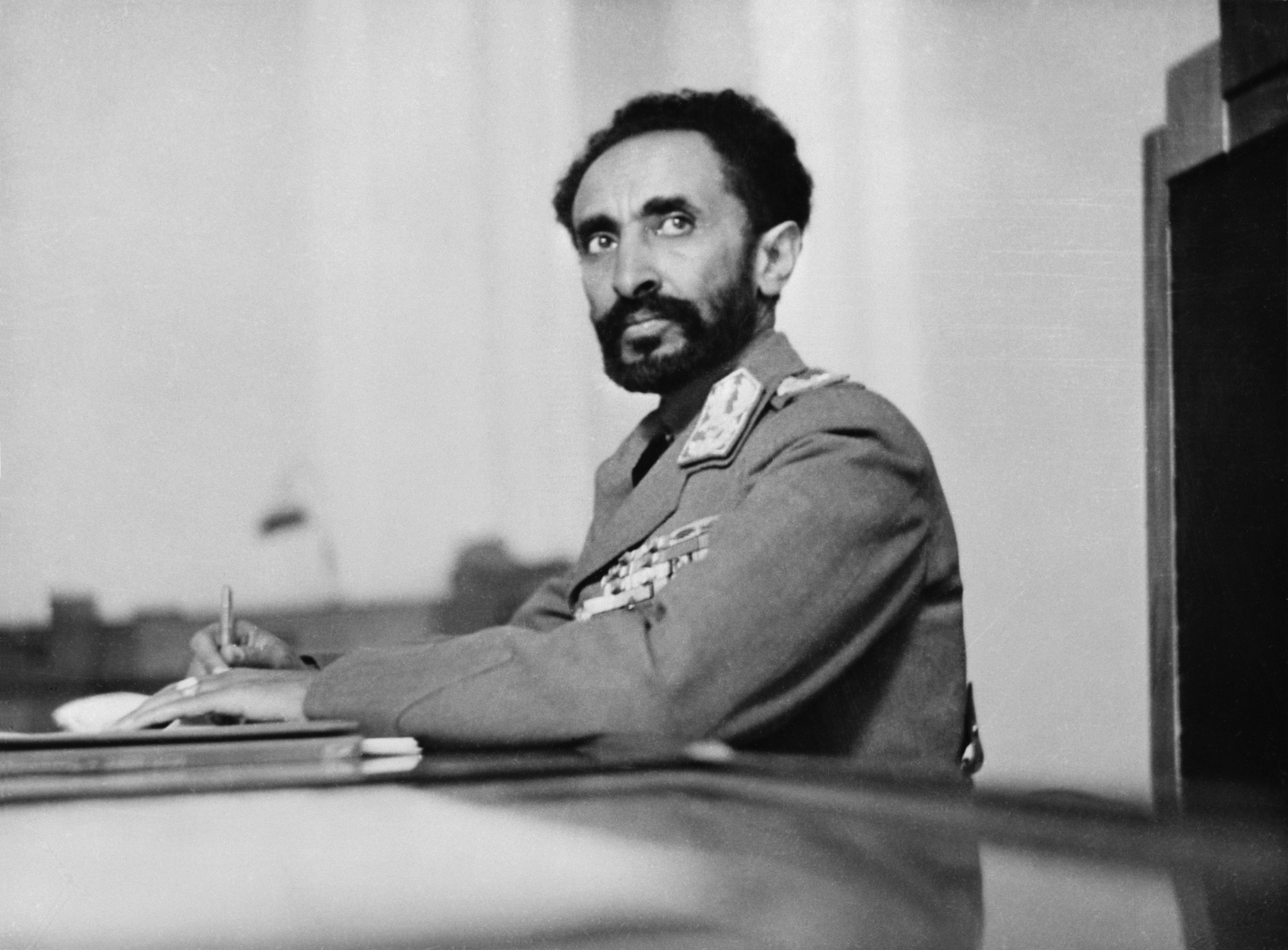
در سال ۱۹۴۲

نیروهای بریتانیایی، که عمدتاً متشکل از نیروهای مستعمراتی آفریقایی و آفریقای جنوبی با حمایت اتیوپی بودند، تحت فرماندهی "نیروی جدعون" به رهبری سرهنگ اورد وینگیت، تلاش نظامی برای آزادسازی اتیوپی را هماهنگ کردند. در این دوره، هایله سلاسی چندین اعلامیهٔ سلطنتی صادر کرد و نشان داد که قدرت نظامی بریتانیا و محبوبیت امپراتور می‌توانند در یک تلاش هماهنگ برای آزادسازی اتیوپی با یکدیگر همراه شوند.
در ۱۸ ژانویهٔ ۱۹۴۱، در جریان کارزار شرق آفریقا، سلاسی از مرز بین سودان و اتیوپی، در نزدیکی روستای ام ایدلا، عبور کرد. پرچم شیر یهودا بار دیگر برافراشته شد. دو روز بعد، او و گروهی از میهن‌پرستان اتیوپیایی به نیروی جدعون که از پیش در اتیوپی حضور داشت و زمینه را برای نبرد آماده می‌کرد، پیوستند.
ایتالیا به دست نیروهای متحد بریتانیا، اتحادیهٔ کشورهای مشترک‌المنافع، فرانسهٔ آزاد، بلژیک آزاد و چریک‌های اتیوپیایی شکست خورد. در ۵ مهٔ ۱۹۴۱، هایله سلاسی وارد آدیس آبابا شد و شخصاً خطاب به مردم اتیوپی سخنرانی کرد، دقیقاً پنج سال پس از آنکه نیروهای فاشیستی وارد آدیس آبابا شده بودند. او مردم را ترغیب کرد که خشونتی را که بر آن‌ها تحمیل شده بود، تلافی نکنند.
در ۲۷ اوت ۱۹۴۲، سلاسی مبنای قانونی لغو برده‌داری را که نیروهای اشغالگر ایتالیا به‌طور غیرقانونی در سراسر امپراتوری برقرار کرده بودند، تأیید کرد و مجازات‌های سنگینی از جمله اعدام را برای تجارت برده تعیین نمود.
پس از جنگ جهانی دوم، اتیوپی به عنوان یکی از اعضای بنیان‌گذار سازمان ملل متحد شناخته شد. در سال ۱۹۴۸، منطقهٔ اوگادن، که مورد مناقشهٔ سومالی‌لند ایتالیا و سومالی‌لند بریتانیا بود، به اتیوپی واگذار شد. در ۲ دسامبر ۱۹۵۰، مجمع عمومی سازمان ملل متحد قطعنامهٔ ۳۹۰ (V) را تصویب کرد که بر اساس آن اریتره (مستعمرهٔ پیشین ایتالیا) به فدراسیونی با اتیوپی تبدیل شد. اریتره قرار بود دارای قانون اساسی خود باشد که تعادل قومی، زبانی و فرهنگی را تضمین کند، در حالی که اتیوپی امور مالی، دفاعی و سیاست خارجی آن را مدیریت می‌کرد.
با وجود سیاست‌های تمرکزگرایانه‌ای که پیش از جنگ جهانی دوم اجرا کرده بود، هایله سلاسی همچنان قادر به اجرای تمامی برنامه‌هایی که مدنظر داشت نبود. در سال ۱۹۴۲، وی تلاش کرد یک نظام مالیاتی مترقی وضع کند، اما این طرح به دلیل مخالفت اشراف شکست خورد و تنها یک مالیات ثابت تصویب شد؛ در سال ۱۹۵۱ نیز او موافقت کرد که این مالیات کاهش یابد. اتیوپی همچنان «نیمه‌فئودالی» باقی مانده بود، و تلاش‌های امپراتور برای تغییر ساختار اجتماعی و اقتصادی کشور از طریق اصلاح نظام مالیاتی با مقاومت اشراف و روحانیون مواجه شد، زیرا آن‌ها مشتاق بودند تا در دوران پس از جنگ مجدداً امتیازات خود را به دست آورند. در مواردی که سلاسی موفق به وضع مالیات‌های جدید بر زمین شد، بار مالی این مالیات‌ها اغلب توسط مالکان زمین به دهقانان منتقل می‌شد.
بین سال‌های ۱۹۴۱ تا ۱۹۵۹، هایله سلاسی تلاش کرد تا کلیسای خودمختار ارتدکس توحیدی اتیوپی را تأسیس کند. کلیسای ارتدکس اتیوپی توسط «ابونا»، اسقفی که تحت فرمان پاپ کلیسای ارتدوکس قبطی بود، اداره می‌شد. در سال‌های ۱۹۴۲ و ۱۹۴۵، سلاسی از مجمع مقدس کلیسای ارتدکس قبطی درخواست کرد که استقلال اسقف‌های اتیوپی را به رسمیت بشناسد، اما با رد این درخواست، تهدید کرد که روابط خود را با کلیسای قبطی اسکندریه قطع خواهد کرد. سرانجام، در سال ۱۹۵۹، پاپ کیریلوس ششم مقام «ابونا» را به پاتریارک-کاتولیکوس ارتقا داد. کلیسای اتیوپی همچنان به کلیسای اسکندریه وابسته باقی ماند. علاوه بر این تلاش‌ها، سلاسی رابطهٔ کلیسا و دولت را با وضع مالیات بر زمین‌های کلیسا و محدود کردن امتیازات حقوقی روحانیون تغییر داد، به‌طوری که روحانیون دیگر قادر نبودند برای جرائم مدنی در دادگاه‌های اختصاصی خود محاکمه شوند.
در سال ۱۹۵۶، هایله سلاسی در جریان یک سفر دولتی به هند، با رهبران هندی که از امپراتوری اتیوپی در برابر اشغال غیرقانونی ایتالیا در جنگ ۱۹۳۵–۱۹۴۱ حمایت کرده بودند، دیدار کرد. او همچنین با نخست‌وزیر هند، جواهر لعل نهرو، دربارهٔ استعمارزدایی در آسیا و آفریقا و همکاری در بخش‌های اقتصادی و آموزشی گفتگو کرد.
در سال ۱۹۴۸، هرری‌ها و مسلمانان سومالیایی علیه امپراتوری در هرر قیامی گسترده برپا کردند. دولت با سرکوب شدید به این اعتراضات پاسخ داد. صدها نفر بازداشت شدند و کل شهر هرر در قرنطینهٔ اجباری قرار گرفت. دولت همچنین املاک و دارایی‌های بسیاری از مردم را مصادره کرد. این امر منجر به مهاجرت گستردهٔ هرری‌ها از منطقه شد.
نارضایتی هرری‌ها از این واقعیت ناشی می‌شد که آن‌ها هرگز خودمختاری وعده‌داده‌شده برای هرر را که پس از فتح این پادشاهی توسط منلیک دوم داده شده بود، دریافت نکردند. این وعده به‌مرور توسط فرمانداران امهارای هرر تضعیف شد و هایله سلاسی نیز آن را نقض کرد.
بر اساس گزارش‌های مورخان تیم کارمایکل و رومن لویمایر، هایله سلاسی به‌طور مستقیم در سرکوب جنبش هرری‌ها که در واکنش به سرکوب افرادی که در دورهٔ اشغال اتیوپی (۱۹۳۵–۱۹۴۱) با ایتالیایی‌ها همکاری کرده بودند، شکل گرفته بود، نقش داشت.
در راستای اصل امنیت جمعی، که هایله سلاسی از حامیان صریح آن بود، او یک یگان نظامی تحت فرمان ژنرال ملوگتا بولی، معروف به گردان کگنیو، را برای شرکت در جنگ کره و حمایت از فرماندهی سازمان ملل اعزام کرد. این یگان به لشکر ۷ پیاده ملحق شد و در چندین نبرد از جمله نبرد تپهٔ پورک چاپ جنگید. در یک سخنرانی در سال ۱۹۵۴، هایله سلاسی از مشارکت اتیوپی در جنگ کره به‌عنوان تحقق اصول امنیت جمعی یاد کرد.
در جریان جشن‌های بیست‌وپنجمین سالگرد سلطنت خود در نوامبر ۱۹۵۵، هایله سلاسی یک قانون اساسی اصلاح‌شده ارائه کرد، که در آن قدرت اجرایی در دست امپراتور باقی ماند، اما با انتخابی شدن مجلس سفلا، امکان مشارکت سیاسی بیشتری برای مردم فراهم شد. با این حال، احزاب سیاسی همچنان مجاز نبودند. روش‌های آموزشی مدرن در سراسر امپراتوری اتیوپی گسترش یافت.
کشور برنامه‌های توسعه‌ای و نوسازی را آغاز کرد که با سنت‌های اتیوپیایی همخوانی داشت و در چارچوب ساختار سلطنتی کهن دولت پیش می‌رفت. هایله سلاسی در مواقع لزوم با سنت‌گرایان در میان اشراف و روحانیون مصالحه می‌کرد. او همچنین سعی داشت روابط میان دولت و گروه‌های قومی را بهبود بخشد و به سرزمین‌های عفار که تحت کنترل دولت بودند، خودمختاری اعطا کرد. با این حال، اصلاحات او برای پایان دادن به نظام فئودالیسم به کندی پیش می‌رفت و به دلیل مصالحه‌هایی که با اشراف قدرتمند انجام می‌داد، تضعیف شد. قانون اساسی اصلاح‌شدهٔ ۱۹۵۵ به‌دلیل تأکید مجدد بر «قدرت بی‌چون‌وچرای پادشاه» و حفظ ضعف نسبی دهقانان، مورد انتقاد قرار گرفته است.

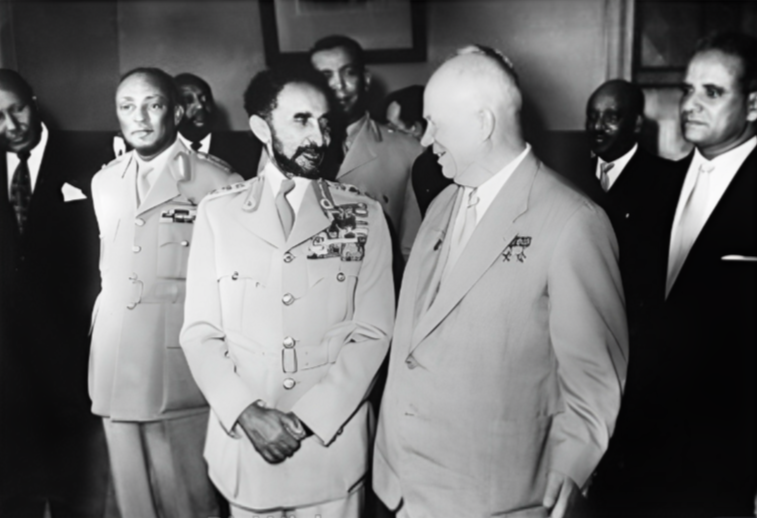
هایله سلاسی به همراه نیکیتا خروشچف، مسکو، ۱۹۵۹

هایله سلاسی همچنین از طریق اقدامات خیرخواهانه، روابط دوستانه‌ای با دولت بریتانیا حفظ کرد. او در سال ۱۹۴۷، زمانی که بریتانیا با سیلاب‌های شدید مواجه شده بود، کمک‌هایی برای این کشور ارسال کرد. در نامه‌ای به لرد میورک از «صندوق ملی کمک‌های اضطراری» در لندن، نوشت: «اگرچه ما درگیر کمک به مردم خود هستیم که هنوز از بحران‌های جنگ بهبود نیافته‌اند، اما شنیدیم که کشور حاصلخیز و زیبای شما بر اثر باران‌های سنگین و غیرمعمول دچار ویرانی شده است و درخواست کمک داشته‌اید. بنابراین، ما مبلغی ناچیز، حدود یک‌هزار پوند، از طریق سفارت خود ارسال می‌کنیم تا همدلی و همکاری خود را نشان دهیم.»

#### قحطی ۱۹۵۸ تیگرای
در تابستان ۱۹۵۸، قحطی گسترده‌ای در استان تیگرای در شمال اتیوپی وارد دومین سال خود شده بود، اما مردم آدیس آبابا تقریباً هیچ اطلاعی از آن نداشتند. هنگامی که گزارش‌های معتبری از مرگ‌ومیر در سپتامبر ۱۹۵۹ به وزارت کشور رسید، دولت مرکزی بلافاصله این اطلاعات را علنی کرد و شروع به درخواست کمک از مردم نمود. امپراتور شخصاً ۲٬۰۰۰ تن غلهٔ امدادی اهدا کرد، ایالات متحده ۳۲٬۰۰۰ تن غله ارسال نمود که میان اریتره و تیگرای توزیع شد، و در سراسر کشور برای کمک مالی بسیج صورت گرفت. با این حال، برآوردها نشان می‌دهد که تقریباً ۱۰۰٬۰۰۰ نفر پیش از پایان بحران در اوت ۱۹۶۱ جان خود را از دست دادند. علل این قحطی به خشکسالی، هجوم ملخ‌ها، تگرگ و شیوع بیماری‌های آبله، تیفوس، سرخک و مالاریا نسبت داده شده است.

### دههٔ ۱۹۶۰
هایله سلاسی نیروهای اتیوپی را به عنوان بخشی از نیروی حافظ صلح عملیات سازمان ملل در کنگو در جریان بحران کنگو در سال ۱۹۶۰ و مطابق با قطعنامهٔ ۱۴۳ شورای امنیت اعزام کرد.
در ۱۳ دسامبر ۱۹۶۰، زمانی که سلاسی در سفر رسمی به برزیل بود، گارد امپراتوری کبور زبگنا یک کودتای ناموفق را ترتیب داد و به‌طور موقت پسر ارشد سلاسی، أسفا وُسن، را به عنوان امپراتور اعلام کرد. ارتش منظم و نیروهای پلیس این کودتا را سرکوب کردند. این اقدام، به دلیل نداشتن حمایت گستردهٔ مردمی و محکومیت از سوی کلیسای ارتدکس توحیدی اتیوپی، در میان نیروهای نظامی و پلیس نیز محبوب نبود. بااین‌حال، این کودتا از حمایت دانشجویان و طبقهٔ تحصیل‌کرده برخوردار بود. این رویداد به‌عنوان نقطهٔ عطفی در تاریخ اتیوپی توصیف شده است، چراکه برای نخستین بار، اتیوپیایی‌ها «قدرت شاه برای حکومت بدون رضایت مردم را زیر سؤال بردند». پس از این کودتا، دانشجویان با دهقانان و فقرا همدلی بیشتری پیدا کردند و به دفاع از حقوق آن‌ها پرداختند. این کودتا هایله سلاسی را وادار کرد تا اصلاحات خود را سرعت بخشد که شامل اعطای زمین به مقامات نظامی، پلیس و گروه‌های سیاسی بود.
هایله سلاسی همچنان متحد سرسخت غرب باقی ماند، درحالی‌که سیاست قاطعانه‌ای در زمینهٔ استعمارزدایی در آفریقا دنبال می‌کرد، قاره‌ای که همچنان عمدتاً تحت استعمار اروپایی قرار داشت. سازمان ملل متحد تحقیقاتی طولانی‌مدت در مورد وضعیت اریتره انجام داد، درحالی‌که ابرقدرت‌ها هرکدام در پی نفوذ در سرنوشت این کشور بودند. بریتانیا، که در آن زمان ادارهٔ اریتره را بر عهده داشت، پیشنهاد تقسیم این منطقه بین سودان و اتیوپی را مطرح کرد، به‌گونه‌ای که مسیحیان و مسلمانان از یکدیگر جدا شوند. این پیشنهاد فوراً از سوی احزاب سیاسی اریتره و همچنین سازمان ملل متحد رد شد.
یک همه‌پرسی سازمان ملل رأی به فدراسیون اریتره با اتیوپی داد که بعداً در ۲ دسامبر ۱۹۵۰ در قطعنامهٔ ۳۹۰ (V) سازمان ملل تصویب شد. بر اساس این تصمیم، اریتره پارلمان و ادارهٔ خود را حفظ می‌کرد و نمایندگانی در پارلمان اتیوپی، که به پارلمان فدرال تبدیل می‌شد، داشت. هایله سلاسی تلاش‌های اروپاییان برای تدوین قانونی جداگانه برای ادارهٔ اریتره را رد کرد و خواستار اجرای قانون اساسی ۱۹۵۵ خود، که بر حمایت از خانواده‌ها تأکید داشت، در هر دو کشور شد. در سال ۱۹۶۱، جنگ استقلال اریتره که ۳۰ سال به طول انجامید، آغاز شد و در پی آن، فدراسیون منحل شد و پارلمان اریتره تعطیل گردید.

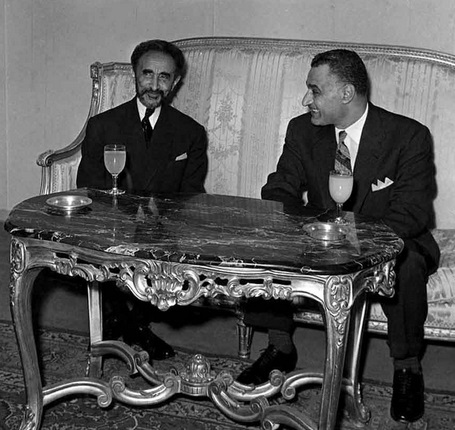
همراه با رئیس‌جمهور مصر، جمال عبدالناصر، در آدیس آبابا برای اجلاس سازمان وحدت آفریقا، ۱۹۶۳

در سپتامبر ۱۹۶۱، هایله سلاسی در اولین اجلاس سران جنبش عدم تعهد در بلگراد، جمهوری فدرال سوسیالیستی یوگسلاوی شرکت کرد. این اجلاس به‌عنوان کنفرانس بنیان‌گذار جنبش عدم تعهد شناخته می‌شود.
در سال ۱۹۶۱، تنش‌ها میان اریتره‌ای‌های استقلال‌طلب و نیروهای اتیوپیایی به جنگ استقلال اریتره انجامید. پارلمان منتخب اریتره در سال ۱۹۶۲ رأی به تبدیل شدن این منطقه به چهاردهمین استان اتیوپی داد. این جنگ به مدت ۳۰ سال ادامه یافت؛ ابتدا هایله سلاسی و سپس حکومت تحت حمایت شوروی که جانشین او شد، تلاش کردند اریتره را با استفاده از نیروی نظامی حفظ کنند.
در سال ۱۹۶۳، هایله سلاسی ریاست تأسیس سازمان وحدت آفریقا (OAU)، که پیش‌درآمد اتحادیهٔ آفریقا (AU) محسوب می‌شود، را بر عهده داشت. این سازمان جدید، مقر خود را در آدیس آبابا قرار داد. در ماه مه همان سال، سلاسی به عنوان نخستین رئیس رسمی سازمان وحدت آفریقا، که یک کرسی چرخشی بود، انتخاب شد. او به همراه مودیبو کیتا از مالی، بعدها در مذاکره و امضای توافق‌نامه‌های باماکو، که به درگیری مرزی میان مراکش و الجزایر پایان داد، نقش مهمی ایفا کرد. در سال ۱۹۶۴، سلاسی مفهوم ایالات متحدهٔ آفریقا را مطرح کرد، ایده‌ای که بعدها توسط معمر قذافی پیگیری شد.
در سال ۱۹۶۳، شورش بَله رخ داد، جایی که دهقانان معترض به مالیات‌های اتیوپی، که تحت نظارت نخست‌وزیر آکلیلو هابته-وولد اجرا می‌شد، به‌تدریج به یک جنبش شورشی تبدیل شدند. این شورش به یک جنگ داخلی نیمه‌تمام تبدیل شد و شورشیان با حمایت سومالی دست به اقدامات تروریستی زدند که در نهایت دولت اتیوپی را مجبور به اعلام وضعیت اضطراری کرد. نیروهای نظامی امپراتور، تحت فرمان کابینهٔ نخست‌وزیر آکلیلو و با حمایت بریتانیا و ایالات متحده، توانستند پس از بیش از شش سال شورش، این قیام را سرکوب کنند. این درگیری موجب تضعیف روابط دیپلماتیک اتیوپی با سومالی تحت حاکمیت سیاد باره شد.
در ۴ اکتبر ۱۹۶۳، هایله سلاسی در مجمع عمومی سازمان ملل متحد سخنرانی کرد.

در مراسم خاکسپاری دولتی جان اف. کندی، ۲۵ نوامبر ۱۹۶۳

در ۲۵ نوامبر ۱۹۶۳، امپراتور به واشینگتن، دی.سی. سفر کرد و در مراسم خاکسپاری دولتی رئیس‌جمهور ترور شدهٔ ایالات متحده، جان اف. کندی، شرکت کرد. او تنها رهبر آفریقایی بود که در این مراسم حضور یافت. علاوه بر این، او تنها یکی از سه رهبر برجستهٔ جهانی بود که در دوران ریاست‌جمهوری لیندون بی. جانسون بار دیگر با او در واشینگتن دیدار کرد. وی در سال ۱۹۶۷، در جریان یک سفر غیررسمی به ایالات متحده، بار دیگر با جانسون ملاقات کرد.

هایله سلاسی همراه با ملکه الیزابت دوم در آدیس آبابا، در جریان سفر دولتی او به اتیوپی در سال ۱۹۶۵

در سال ۱۹۶۶، هایله سلاسی تلاش کرد تا سیستم مالیاتی سنتی را با یک مالیات بر درآمد تصاعدی جایگزین کند، اقدامی که موجب تضعیف اشرافیانی می‌شد که از پرداخت عمدهٔ مالیات‌های خود طفره می‌رفتند. این قانون به شورش در گوجام منجر شد که سرکوب شد، هرچند اجرای مالیات نیز کنار گذاشته شد. این شورش که به هدف خود در جلوگیری از اجرای مالیات دست یافته بود، سایر زمین‌داران را نیز به نافرمانی از سلاسی ترغیب کرد.
در اکتبر همان سال، سلاسی سفری چهارروزه به پادشاهی اردن داشت که به میزبانی ملک حسین برگزار شد. در این سفر، او از اورشلیم و کلیسای مقبره مقدس بازدید کرد.

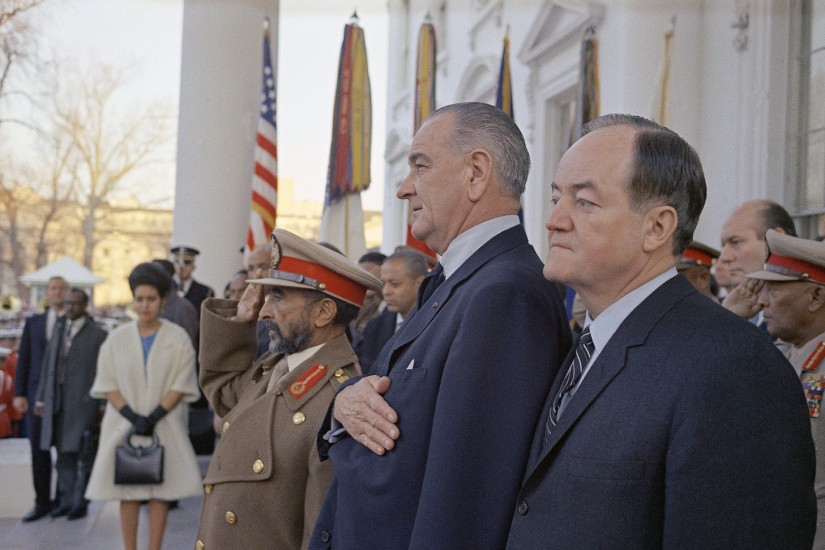
در جریان سفر به واشینگتن، دی.سی. همراه با رئیس‌جمهور لیندون بی. جانسون، ۱۹۶۷

درحالی‌که هایله سلاسی مشارکت اتیوپی در عملیات‌های امنیت جمعی مورد تأیید سازمان ملل، ازجمله در جنگ کره و بحران کنگو، را تضمین کرده بود، اما میان این عملیات‌ها و مداخله در هندوچین تمایز قائل شد و آن را موجب رنج غیرضروری دانسته و خواستار پایان جنگ ویتنام شد. بااین‌حال، او همچنان رویکردی دوستانه نسبت به ایالات متحده داشت و از پیشرفت این کشور در زمینهٔ حقوق مدنی آمریکایی‌های آفریقایی‌تبار در دهه‌های ۱۹۵۰ و ۱۹۶۰ تمجید کرد و طی این سال‌ها چندین بار به آمریکا سفر کرد.
در سال ۱۹۶۷، او به مونترآل، کانادا، سفر کرد تا غرفهٔ اتیوپی را در نمایشگاه جهانی اکسپو ۶۷ افتتاح کند.
در دهه‌های ۱۹۶۰ و ۱۹۷۰، ناآرامی‌های دانشجویی به یکی از ویژگی‌های منظم زندگی در اتیوپی تبدیل شد. کمونیسم در میان روشنفکران اتیوپیایی، به‌ویژه کسانی که در خارج از کشور تحصیل کرده و در معرض دیدگاه‌های رادیکال و چپ‌گرایانه قرار گرفته بودند، ریشه دواند. مقاومت محافظه‌کاران در دربار سلطنتی و پارلمان، و همچنین مخالفت کلیسای ارتدکس توحیدی اتیوپی، اجرای اصلاحات ارضی پیشنهادی هایله سلاسی را دشوار ساخت. این مسئله باعث کاهش اعتبار دولت شد، محبوبیت سلاسی را تحت تأثیر قرار داد و در میان دهقانان نارضایتی ایجاد کرد. تلاش‌های دولت برای تضعیف اتحادیه‌های کارگری نیز به وجههٔ او آسیب رساند.
با افزایش این مشکلات، هایله سلاسی بخش عمده‌ای از ادارهٔ امور داخلی را به آکلیلو هابته-وولد سپرد و تمرکز خود را بر سیاست خارجی معطوف کرد. در دو دههٔ گذشته، اتیوپی بیش از ۴۰۰ میلیون دلار کمک مالی دریافت کرده بود که ۱۴۰ میلیون دلار آن برای ارتش اتیوپی و ۲۴۰ میلیون دلار آن به کمک‌های اقتصادی اختصاص داشت.

### دههٔ ۱۹۷۰
در خارج از اتیوپی، هایله سلاسی همچنان از اعتبار و احترام فراوانی برخوردار بود. به‌عنوان باسابقه‌ترین رئیس دولت در قدرت، در رویدادهای دولتی، همچون مراسم خاکسپاری  جان اف. کندی و شارل دو گل، نشست‌های جنبش عدم تعهد، و جشن‌های ۲۵۰۰ ساله شاهنشاهی ایران در سال ۱۹۷۱، اغلب جایگاه ویژه‌ای به او داده می‌شد. در سال ۱۹۷۰، او به دعوت رئیس‌جمهور جوزپه ساراگات به ایتالیا سفر کرد و در میلان با جوردانو دل آموره، رئیس انجمن بانک‌های پس‌انداز ایتالیا، دیدار داشت. او در اکتبر ۱۹۷۱ به چین سفر کرد و نخستین رئیس دولت خارجی بود که پس از مرگ لین بیائو، جانشین تعیین‌شدهٔ مائو، در سانحهٔ سقوط هواپیما در مغولستان، با مائو تسه‌تونگ دیدار کرد.
در سال‌های پایانی حکومتش، آزادی‌های مدنی و حقوق سیاسی در اتیوپی کاهش یافت، به‌گونه‌ای که خانهٔ آزادی به این کشور در هر دو شاخص، رتبهٔ «غیرآزاد» داد. موارد رایج نقض حقوق بشر شامل شرایط نامناسب زندان‌ها و بازداشت و شکنجهٔ مخالفان سیاسی بود. بااین‌حال، امپراتور به عفو صدها زندانی در مقاطع مختلف شهرت داشت و در تمام دوران حکومتش، شمار زندانیان سیاسی از ده نفر تجاوز نمی‌کرد.

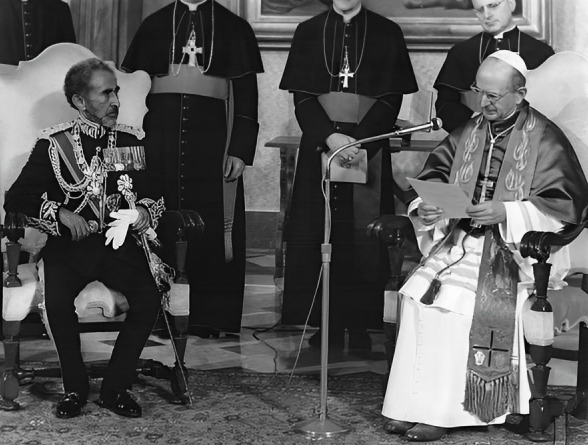
هایله سلاسی همراه با پاپ پل ششم در سریر مقدس، ۱۰ نوامبر ۱۹۷۰

ارتش امپراتوری اتیوپی در جریان مبارزه با جدایی‌طلبان اریتره‌ای، مرتکب جنایات متعددی شد. در اواخر دههٔ ۱۹۶۰ و اوایل دههٔ ۱۹۷۰، چندین مورد کشتار جمعی صدها غیرنظامی گزارش شده است.
هایله سلاسی در سال ۱۹۷۰ برای دیدار با پاپ پل ششم به واتیکان سفر کرد، که آن‌ها دربارهٔ مسائل مربوط به کشورهای خود و تاریخ گفتگو کردند. نفوذ سیاسی سلاسی همچنان گسترده بود؛ او نظارت دقیقی بر وضعیت سیاسی اتیوپی داشت و از طریق چهار آژانس اطلاعاتی که به‌طور هماهنگ یکدیگر و جنبه‌های غیرنظامی و نظامی کشور را زیر نظر داشتند، اطلاعات کسب می‌کرد. تنها او از «محدودهٔ واقعی» شرایط در امپراتوری اتیوپی آگاه بود.

#### قحطی ولو
قحطی، به‌ویژه در ولو در شمال شرقی اتیوپی و برخی مناطق تیگرای، بین سال‌های ۱۹۷۲ تا ۱۹۷۴ موجب مرگ حدود ۴۰٬۰۰۰ تا ۸۰٬۰۰۰ اتیوپیایی شد. برخی گزارش‌ها حاکی از آن است که امپراتور از وسعت قحطی آگاه نبود، درحالی‌که برخی دیگر معتقدند او کاملاً از آن آگاه بود. این قحطی و انعکاس آن در رسانه‌ها موجب کاهش حمایت عمومی از حکومت شد و محبوبیت سلاسی را، که زمانی غیرقابل خدشه بود، به شدت کاهش داد.
علاوه بر افشای تلاش‌های مقامات فاسد محلی برای پنهان‌سازی قحطی از دولت امپراتوری، تصویرسازی کرملین مسکو از اتیوپی سلاسی به‌عنوان کشوری عقب‌مانده و ناکارآمد (در مقایسه با آرمان‌شهر ادعایی مارکسیسم–لنینیسم) در شکل‌گیری خیزش مردمی که منجر به سقوط وی و ظهور منگیستو هایله ماریام شد، تأثیر داشت. این بحران با شورش‌های نظامی و افزایش شدید قیمت نفت تشدید شد. هزینهٔ کالاهای وارداتی، بنزین، و مواد غذایی افزایش یافت و نرخ بیکاری نیز بالا رفت.

#### انقلاب
در فوریهٔ ۱۹۷۴، چهار روز شورش شدید در آدیس آبابا علیه تورم ناگهانی اقتصادی منجر به کشته شدن پنج نفر شد. امپراتور در واکنش، با حضور در تلویزیون ملی، کاهش قیمت بنزین و تثبیت هزینهٔ کالاهای اساسی را اعلام کرد. این اقدام موجب آرامش نسبی در میان مردم شد، اما افزایش ۳۳ درصدی حقوق نظامیان که وعده داده شده بود، برای آرام کردن ارتش کافی نبود و در نتیجه، شورش نظامی ابتدا در اسمره آغاز شد و سپس به سراسر امپراتوری گسترش یافت. این شورش در نهایت منجر به استعفای آکلیلو هابته-وولد از سمت نخست‌وزیری در ۲۷ فوریه ۱۹۷۴ شد.
هایله سلاسی بار دیگر در تلویزیون حاضر شد و با افزایش بیشتر حقوق نظامیان موافقت کرد و اندلکچو مکونن را به‌عنوان نخست‌وزیر جدید منصوب کرد. با وجود امتیازات متعدد اندلکچو، نارضایتی در ماه مارس ادامه یافت و یک اعتصاب عمومی چهارروزه، کشور را فلج کرد.

#### زندان

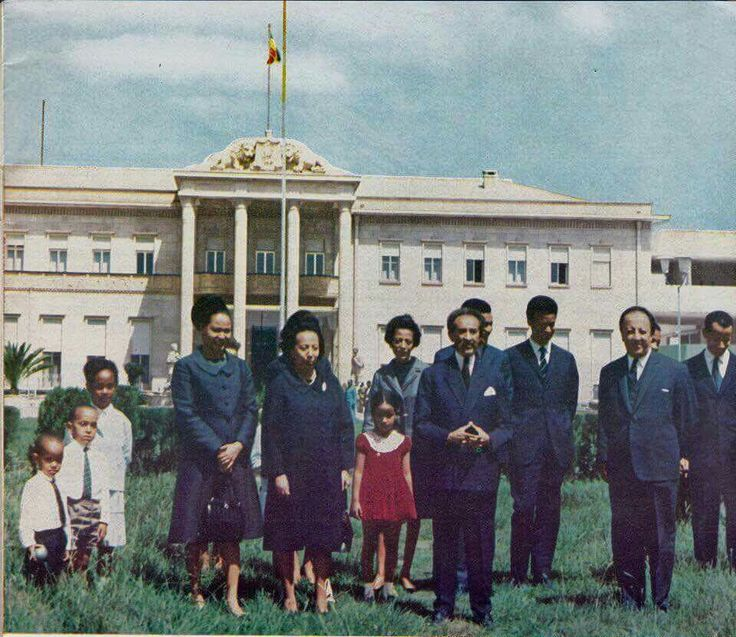
پس از کودتای ۱۹۷۴ اتیوپی، بسیاری از اعضای خانواده سلطنتی اتیوپی از کشور گریختند، زندانی شدند یا اعدام گردیدند.

درگ (دولت نظامی موقت سوسیالیستی اتیوپی)، یک کمیتهٔ متشکل از افسران نظامی رده‌پایین و سربازان وظیفه، که در ژوئن ۱۹۷۴ برای بررسی خواسته‌های ارتش تشکیل شده بود، از آشفتگی دولت استفاده کرد و در ۱۲ سپتامبر، هایله سلاسی ۸۲ ساله را از قدرت برکنار کرد. ژنرال آمان میکائل آندوم، که اصالتی اریتره‌ای داشت و پروتستان بود، به‌طور موقت به‌عنوان رئیس دولت منصوب شد تا زمانی که ولیعهد آسفا ووسن که در خارج تحت درمان پزشکی قرار داشت، به کشور بازگردد. سلاسی ابتدا به‌طور موقت در مقر لشکر چهارم ارتش در آدیس آبابا تحت بازداشت خانگی قرار گرفت. هم‌زمان، بیشتر اعضای خانوادهٔ سلطنتی در اقامتگاه شاهزاده مکونن در شمال پایتخت زندانی شدند. ماه‌های پایانی عمر امپراتور در زندان کاخ بزرگ سپری شد.
پس از آن، بیشتر اعضای خانوادهٔ سلطنتی در زندان کرچله در آدیس آبابا، که به «عالم بکگن» نیز معروف بود، زندانی شدند. در ۲۳ نوامبر، ۶۰ مقام ارشد پیشین دولت امپراتوری بدون محاکمه تیرباران شدند، از جمله نوهٔ امپراتور، اسکندر دستا، که دریابان بود، به‌همراه ژنرال آمان و دو نخست‌وزیر سابق. این کشتار که در میان اتیوپیایی‌ها به "شنبهٔ سیاه" معروف است، با محکومیت ولیعهد روبه‌رو شد؛ درگ در واکنش به اعتراض او، مشروعیت سلطنتی‌اش را لغو و پایان سلسلهٔ سلیمانی را اعلام کرد.

#### قتل و دفن
در ۲۷ اوت ۱۹۷۵، هایله سلاسی توسط افسران نظامی رژیم درگ به قتل رسید، اما این واقعیت تا بیست سال بعد فاش نشد. در ۲۸ اوت ۱۹۷۵، رسانه‌های دولتی گزارش دادند که سلاسی در ۲۷ اوت بر اثر «نارسایی تنفسی» پس از عوارض ناشی از معاینهٔ پروستات و جراحی آن درگذشته است. بااین‌حال، دکتر اسرات ولدیس وقوع هرگونه عوارض را رد کرد و روایت دولت دربارهٔ مرگ امپراتور را نپذیرفت. ظاهراً عمل پروستات مورد ادعا، چند ماه پیش از آنچه رسانه‌های دولتی عنوان کرده بودند، انجام شده بود و سلاسی تا روزهای پایانی عمرش از سلامت نسبی برخوردار بود.

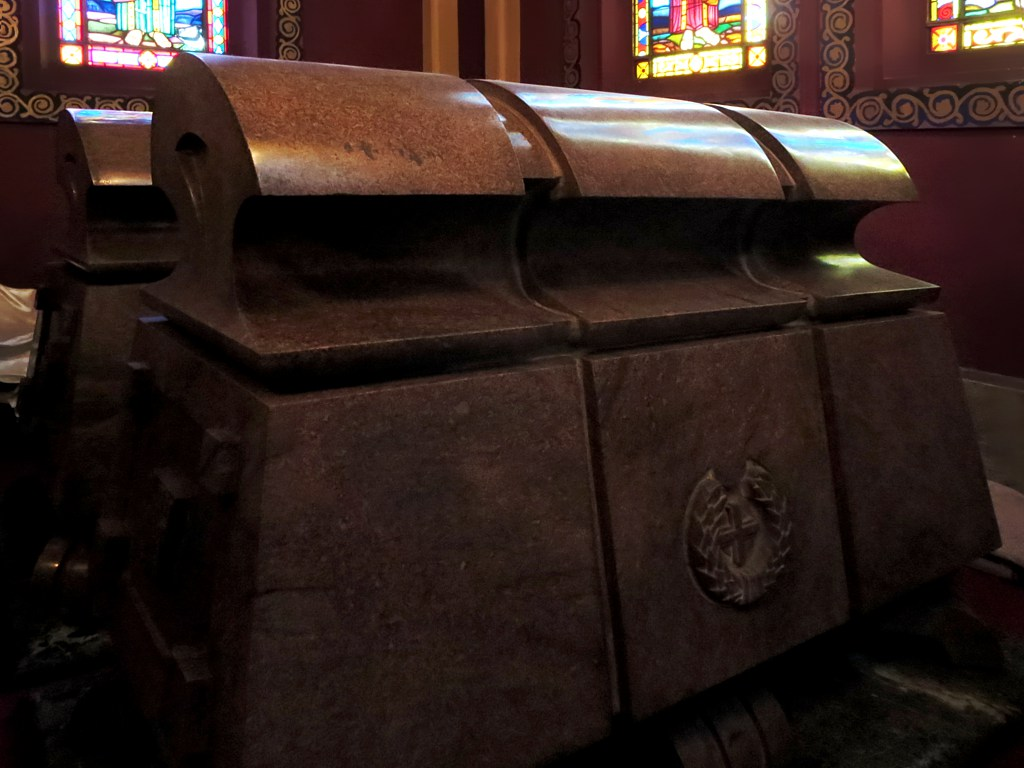
مقبره‌های هایله سلاسی و منن آسفاو در کلیسای جامع تثلیث مقدس در آدیس آبابا

در سال ۱۹۹۴، یک دادگاه اتیوپی چندین افسر نظامی سابق را به جرم خفه‌کردن امپراتور در بسترش در سال ۱۹۷۵ مجرم شناخت. سه سال پس از سرنگونی رژیم درگ، دادگاه آنان را به قتل متهم کرد و مدعی شد که اسنادی را در اختیار دارد که نشان می‌دهد رژیم نظامی به‌طور رسمی دستور ترور سلاسی را به دلیل رهبری یک «نظام فئودالی» صادر کرده است. اسناد مربوط به این دستور نهایی ترور، که مهر و امضای رژیم نظامی را دارد، به‌طور گسترده‌ای در اینترنت منتشر شده است. صحت این اسناد توسط چندین عضو سابق رژیم نظامی درگ تأیید شده است.
پس از سقوط جمهوری دموکراتیک خلق اتیوپی در سال ۱۹۹۱، که جانشین رژیم درگ بود، بقایای پیکر هایله سلاسی در سال ۱۹۹۲ در زیر یک دال بتنی در محوطهٔ کاخ سلطنتی کشف شد. تابوت سلاسی نزدیک آرامگاه منلیک دوم در کلیسای بهاتا به مدت نزدیک به یک دهه نگهداری شد.
در ۵ نوامبر ۲۰۰۰، کلیسای جامع تثلیث مقدس (آدیس آبابا) مراسم خاکسپاری برای او برگزار کرد، اما دولت از پذیرش آن به‌عنوان یک مراسم رسمی امپراتوری خودداری کرد. این احتمالاً به دلیل تمایل دولت به جلوگیری از تقویت نمادین و سیاسی طرفداران سلطنت بود.
شخصیت‌های برجستهٔ راستافاری مانند ریتا مارلی در این مراسم شرکت کردند، اما بیشتر راستافاری‌ها این مراسم را نپذیرفتند و از پذیرش این که بقایای کشف‌شده واقعاً متعلق به هایله سلاسی است، خودداری کردند. همچنان میان پیروان راستافاری بحث‌هایی وجود دارد که آیا سلاسی واقعاً در سال ۱۹۷۵ درگذشته است یا خیر.